# Supporters du Racing Club de Strasbourg Alsace
Dernière mise à jour : 22 janvier 2021.
Les supporters du Racing Club de Strasbourg Alsace encouragent et soutiennent le club de football français du RC Strasbourg. Le Racing Club de Strasbourg est le seul club de football professionnel d'Alsace et compte plusieurs associations de supporters. Son titre de champion de France, ses victoires en coupe de France et en coupe de la Ligue ainsi que ses parcours européens lui confèrent une notoriété internationale. En Alsace, le RCS est pour beaucoup de supporters considéré comme une institution.
Du fait de la proximité avec l'Allemagne, et leur culture du supporteurisme, les supporters du Racing sont connus en France et en Europe pour leur ferveur, fidélité et leur attachement aux valeurs alsaciennes. Ils sont présents en particulier quand le club est relégué au niveau amateur, à la suite d'une liquidation judiciaire, de 2011 à 2016, et établissent durant cette période plusieurs records d'affluence dans les divisions nationales.
Une culture ultra émerge dans les années 1980, ce qui apporte une animation particulière dans le stade qui se traduit par des chants, tifos, animations et mentalités propres. La population dans le stade de la Meinau se diversifie à compter de 2011 pour laisser place, en plus des ultras, à une population plus familiale. Des conflits ont eu lieu dans les années 2000 avec la direction du club, jusque dans les années 2010. Depuis 2012, il y a un lien étroit entre les supporters et le club et la fidélité du public est devenue une caractéristique.
Les supporters du club entretiennent plusieurs rivalités, en particulier avec le FC Metz, pour le derby de l'Est et avec le FC Mulhouse pour le derby alsacien. Ils entretiennent des amitiés avec les clubs allemands du Karlsruher SC et Berlin BSC.

## Historique

### Développement d'une première communauté de supporters (1906-1921)
Le club est fondé en 1906, au moment où le football venu d'Angleterre prend son essor à Strasbourg, à l'époque capitale de l'Alsace-Lorraine au sein de l'Empire allemand. Il s'agit d'une équipe scolaire qui se transforme en club libre en 1909 et participe à son premier championnat cette année-là,. Dans ces premières années, les sportifs se montrent souvent réticents à jouer en public, par crainte que la foule massée sur les bords du terrain ne comprenne toutes les règles, enjeux et valeurs de leur sport. En 1914, le club s'installe sur le terrain du jardin Haemmerlé, lieu du futur stade de la Meinau.
Le premier grand événement sportif lié au Racing remonte à la réception du Red Star AC en match amical le 20 avril 1919. Dans l'euphorie du rattachement de l'Alsace à la France, la visite de la meilleure équipe du moment attire 2 500 spectateurs, pour la plupart des curieux et des promeneurs du jardin Haemmerlé. Malgré la défaite 4-1 du RC Strasbourg, le club bénéficie grâce à ce match d'une notoriété nouvelle auprès des Strasbourgeois.

### Début de l'engouement populaire (1921-1939)
La première tribune, construite en bois, commence à se remplir lors des matchs à partir de 1921, et devient le stade de la Meinau,. Ces premiers travaux sont accompagnés d'un fort engouement. Le 12 mars 1922, 4 000 personnes assistent au derby opposant le RCS à l'AS Strasbourg, club qui sera son principal rival pendant toute la période d'entre-guerre. En 1924, après que le club remporte son deuxième titre de champion d'Alsace en battant le FC Mulhouse 7-1, une foule considérable attend les joueurs à la gare de Strasbourg pour un « retour triomphal », le premier de l'histoire du club.
En 1930, le stade se dote d'une deuxième tribune en bois proposant des places debout. La tribune Nord et la Stehtribune, construites respectivement en 1921 et 1930, permettent au stade de la Meinau de pouvoir accueillir jusqu'à 18 000 spectateurs. Le 10 juin 1933, le Racing devient club professionnel. Quelques mois plus tard, la première montée en Division 1 après des matchs de barrage contre Mulhouse et Saint-Étienne crée un engouement réel pour les saisons à venir.

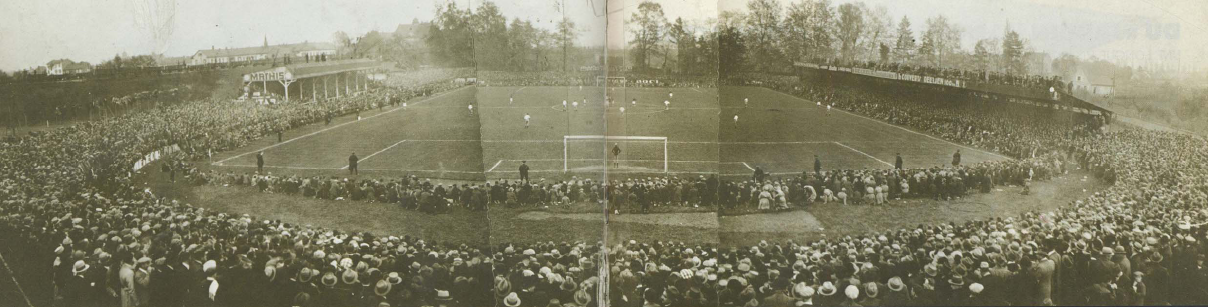
Rencontre RC Strasbourg-FC Mulhouse, le 4 novembre 1934 à la Meinau. Les supporters sont amassés autour du terrain et dans la tribune places assises à gauche et la tribune places debout à droite.

### La Seconde Guerre mondiale (1939-1945)
Après l'annexion de l'Alsace par l'Allemagne en juillet 1940 et jusqu'à la fin de la Seconde Guerre mondiale, les derbys contre le rival du Red Star Strasbourg, passé sous le contrôle de la Schutzstaffel (SS) et renommé Sportgemeinschaft der SS, prennent des allures de « combat patriotique ». Ces rencontres réunissent quelque 15 000 spectateurs enthousiastes et symbolisent l'affrontement contre l'occupant allemand et les collaborateurs.
Le Racing, alors renommé Rasensportclub Straßburg du fait de la politique de germanisation, incarne la « résistance passive » et les spectateurs sont acquis à sa cause. Les Nazis n'hésitent pas à envoyer au camp de Schirmeck les spectateurs surexcités et à mobiliser de force les joueurs chantant des chants français. Les quelques joueurs qui endossent alors le maillot SS sont haïs par la population. Parmi ceux-ci, Fritz Keller est par exemple sifflé pendant 90 minutes par le public strasbourgeois lors de son premier match pour son nouveau club contre le RCS.

### L'après-guerre (1945-1978)
Le conseil municipal de Strasbourg décide à la fin des années 1940 de rénover le stade. Une nouvelle tribune d'honneur couverte en béton armé de 2 500 places et des nouveaux gradins sont construits, la capacité totale atteint le nombre de 30 000 spectateurs. La toiture de la nouvelle tribune repose sur quatre poteaux. Les gradins d'une forme semi-circulaire se trouvent derrière les buts et permettent de relier la tribune d'honneur à la tribune opposée. Une tribune est également destinée aux journalistes. L'agrandissement du stade est devenu nécessaire car certains supporters regardaient le match depuis les immeubles proches. Le béton des gradins et de la nouvelle tribune ancre durablement l’enceinte dans le quartier.
Certains supporters se rappellent que « 30 000 personnes pouvaient assister aux rencontres. Les gens se déplaçaient en masse. On se pressait, c’était extraordinaire ».
Quand le RCS remporte sa première Coupe de France, en 1951, les joueurs sont fêtés par une foule en liesse pour leur retour en Alsace de 50 000 à 100 000 personnes selon les sources.
La première grande affluence dans ce nouveau stade est la rencontre de Division 2 1952-1953 contre le Toulouse Football Club. La rencontre, suivie par 26 740 spectateurs, est importante pour la promotion en Division Nationale et oppose les deux premiers au classement,.
En 1959, 27 807 spectateurs se déplacent à la Meinau, où les installations de l’éclairage artificiel sont inaugurées, pour la réception du Stade de Reims. Dans les années 1960, l'affluence maximum atteint 28 914 personnes pour le match de Coupe des villes de foires 1964-1965 contre Manchester United. La Coupe de France revient à Strasbourg en 1966, quinze ans après. Certains supporters se rappellent ce match particulier.
L'après-guerre est une période où le RC Strasbourg évolue principalement en première division, et permet au club de se stabiliser dans l'élite. Malgré cela, l'affluence moyenne ne dépasse jamais les 15 000 spectateurs, en raison des prix élevés. Cependant, selon certains supporters, la pression mise par le public sur les joueurs les forcent à donner le maximum pour le club.

### Les années folles (1978-1996)
En 1978, la municipalité de Strasbourg décide de reconstruire le stade dans le cadre du Championnat d'Europe de football 1984 organisé en France. Les tribunes sont démolies et reconstruites une à une pendant cinq ans jusqu'en 1984. Le virage Ouest est fermé pour cause de travaux, la capacité du stade est limitée à 29 500 places pour la fin de saison 1978-1979.
Le Racing, alors premier de Division 1, reçoit le Paris Saint-Germain lors de l'avant-dernière journée de championnat. Sous la pression de spectateurs sans billets, les grilles du stade sont ouvertes et 5 000 d'entre eux s'engouffrent dans le stade. Dans les gradins c'est la cohue et certains spectateurs suivent la rencontre depuis les échafaudages du chantier, accrochés aux pylônes d'éclairage ou sur la toiture du stade. Strasbourg s'impose 3-0 dans une « incroyable ambiance ».
C'est cette même saison que les Alsaciens deviennent pour la première fois de leur histoire champions de France. Invaincu au stade de la Meinau, le Racing Club de Strasbourg atteint l'acmé de ses résultats sportifs, ce qui se traduit par des records d'affluence à domicile. Cette saison 1978-1979 du Racing reste dans les mémoires collectives, car elle correspond à une référence en termes de palmarès en France. Des affluences de plus de 30 000 spectateurs sont ainsi enregistrées au cours des années 1970. Environ 100 000 supporters selon Gilbert Gress accueillent les joueurs à la suite du titre, dans les rues de Strasbourg.
L'affluence moyenne du club à domicile est de 21 086 spectateurs. Il s'agit de la plus grande affluence du championnat, devant l'Association sportive de Saint-Étienne et le Paris Saint-Germain qui sont suivis à domicile par une moyenne de 20 798 et 18 590 spectateurs respectivement. À l'extérieur, le Racing est le deuxième club le plus suivi du championnat avec 18 148 spectateurs derrière Saint-Étienne, qui rassemble 22 243 spectateurs en moyenne loin de ses bases.
Le record d'affluence de la saison à domicile du RCS est réalisé avec la réception de l'AS Saint-Étienne, puisque près de 36 000 spectateurs assistent à la rencontre alors que 20 000 personnes n'ont pas pu obtenir de billets. 
En Coupe de France, le Racing joue ses trois derniers matchs à domicile contre le SEC Bastia, le FC Gueugnon et l'AJ Auxerre devant respectivement 17 000, 11 993 et 19 043 spectateurs. Les rencontres de Coupe UEFA attirent plus de monde à la Meinau puisque respectivement 26 500, 30 000 et 25 000 spectateurs assistent aux rencontres internationales contre l'IF Elfsborg, l'Hibernian FC et le MSV Duisbourg.
Le club prend part à la Coupe des clubs champions 1979-1980 et atteint les quarts de finale. Opposé à l'Ajax Amsterdam, le Racing obtient le nul à la Meinau (0-0) avant de s'incliner lourdement au retour (4-0) et de quitter la compétition.
Au milieu des années 1980, l'apparition d'un « hooliganisme à la française » touche les grandes villes de France, dont Strasbourg. Contrairement aux clubs du sud du pays comme l'OGC Nice ou l'Olympique de Marseille, cette évolution n'engendre pas directement à Strasbourg le développement de groupes ultras.
De profonds désaccords opposent en 1980 l'entraîneur Gilbert Gress au président André Bord. La décision de limoger l'entraîneur s'ébruite avant la réception du champion en titre, le FC Nantes, le 23 septembre. Les spectateurs lancent alors des slogans hostiles au président pendant tout le match. À la fin de la rencontre, l'ambiance se détériore très vite. Le stade est mis à sac, un incendie se déclare dans les tribunes et les CRS chargent les supporters, occasionnant de nombreux blessés. Gilbert Gress, lui, est porté par la foule,,,.
Le Racing est relégué en Division 2 en 1986, et réalise l'affluence la plus faible de son histoire. Il s'agit de la seule et unique année où l'affluence est inférieure aux 5 000 spectateurs présents au stade de la Meinau.
La présence durant trois saisons consécutives en seconde division marque de faibles affluences jusqu'en 1992.
Le Racing retrouve la première division en 1992 après un match de barrage contre le Stade rennais remporté 4 buts à 1 devant près de 40 000 spectateurs. Ce match reste pour beaucoup de supporters du Racing un événement majeur, qui a laissé de profonds souvenirs aux supporters,, ou même comme une « référence ultime », avec un envahissement de pelouse qui débute dès le coup de sifflet final. Pierre Ménès se demande en 2016 « comment oublier ce match de la montée contre Rennes avec Gilbert Gress ? ».
C'est durant les années 1990 que les supporters strasbourgeois sont les plus nombreux au stade de la Meinau, et que plusieurs associations, toujours en activité, voient le jour, telles que les Ultra Boys 90 et le Kop ciel et blanc.
Une culture des grands déplacements à l'extérieur est également née à partir de 1991-1992. Lors du derby à Mulhouse ils étaient plus de 5 000 strasbourgeois au stade de l'Ill, qu'ils ont abîmé,. Lors de cette saison, ils sont 250 à se rendre à Bordeaux. Ils ont été accueillis au stade par une banderole qui indiquait Wilkommen in Frankreich (Bienvenue en France), ce qui crée de la tension. À la fin de la rencontre, les Bordelais lancent des pavés sur les bus, brisant quelques vitres. Ces événements créent une rivalité contre les Bordelais.
En 1995, une place en finale de la Coupe de France permet au club de prendre part à la Coupe UEFA. Le Milan AC barre la route du Racing en seizièmes de finale de la C3 1995-1996. Un tel niveau à Strasbourg rend l'attraction pour ce match très particulière. Marc Keller, joueur du club s'attend à de fortes sensations. Deux ans plus tard, Strasbourg élimine les Glasgow Rangers puis Liverpool avant de tomber face à l'Inter Milan, malgré un succès 2-0 à domicile.

### La crise et la défiance du public (1997-2011)
En 1997, la municipalité se retire du capital du club et cède ses parts au groupe américain International Management Group (IMG).
En 1998, alors que la victoire de l'équipe de France au mondial crée une tendance dans le pays et dynamise les abonnements de tous les stades, le Racing voit son nombre d'abonnés chuter en raison du mécontentement des supporters de la cession de leur club, malgré de bonnes affluences toute la saison, en particulier lors de la réception du PSG lors de la troisième journée de championnat.

En 1999, le public ne retient que les résultats sportifs désastreux, l'image d'un président plus souvent à Paris qu'en Alsace ainsi que les mauvaises relations de l'ancien entraîneur Claude Le Roy avec les médias locaux. Les revendications régionalistes et identitaires, très fortes en Alsace ont alors resurgi. Le public devient connu en France pour son attachement aux joueurs locaux. Le joueur Teddy Bertin dit alors que « dans d'autres clubs, quand tu mouilles le maillot, il n'y a pas de problème, même quand tu viens de l'extérieur. Ici, c'est différent. Les gens souhaiteraient avoir une majorité d'Alsaciens dans l'équipe ». Le club est alors relégable en Division 2, et les supporters alsaciens sont convaincus que cela est lié aux américains qui possèdent le club, car « ils ne comprennent rien à l'Alsace » et font un profond rejet de cette vente à des non-alsaciens. 

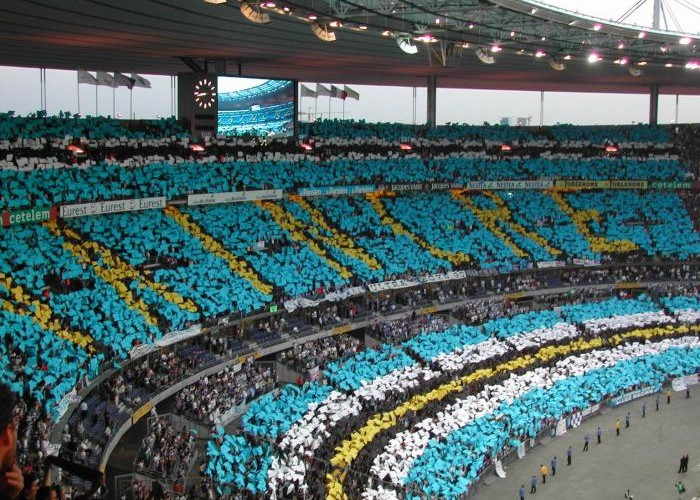
Tifo des supporters du RCS pour la finale de la coupe de la Ligue, le 30 avril 2005.

En 2000, « la greffe du foot-business n'a pas pris ». En effet, bon nombre de supporters et de personnalités locales déplorent le rachat du club par une société non alsacienne. Roland Weller, ancien président du club, déplore que « notre Racing n'est plus à nous. Il ne nous appartient plus », ce qui reflète l'opinion globale en Alsace,.
Les mauvais résultats du club n'aidant pas, plusieurs faits divers de banderoles, graffitis et cris racistes de la part de strasbourgeois sont relatés envers des joueurs d'origine africaine. Le club porte plainte contre X en vue d'identifier et interdire l'accès au stade à ces supporters.
Les supporters du club sont présents le 25 mai 2001 en nombre lors de la victoire en finale de la Coupe de France face à Amiens au stade de France. 20 000 alsaciens font le déplacement mais l'ambiance n'est pas exceptionnelle lors de cet événement, la principale raison étant la relégation en Division 2, qui ne pousse pas les supporters à animer le stade et le match d'un très faible niveau sportif. La saison suivante marque le sommet de la défiance, et se traduit par des affluences catastrophiques. Les Ultra Boys adressent un message dès la reprise aux joueurs disant que « la coupe n'excuse rien, l'essentiel était le maintien ».
La saison 2003-2004 doit permettre au Racing de se stabiliser parmi l’élite nationale et de regagner les faveurs du public alsacien comme en témoignent les affluences. La saison suivante est marquée par la deuxième victoire du club en Coupe de la Ligue où environ 26 000 supporters se sont déplacés au stade de France,. Plus de 16 500 feuilles sont installées par les bénévoles des associations en vue de réaliser un tifo géant.
Cependant, dès 2007, les résultats sportifs se détériorent. Jean-Marc Furlan, entraîneur lors de la descente en Ligue 2 en 2007-2008, estime que les joueurs ont « l'habitude de lutter à la Meinau dans une ambiance très hostile ». Les affluences ont été en chute libre entre 2008 et 2011. L'instabilité au sein de la présidence du club ont provoqué de la défiance de la part des supporters, qui ne partageaient pas les avis des dirigeants. En 2010, le président Jafar Hilali décide de la fermeture de la tribune du kop (quart de virage Nord-Ouest) pour trois matchs en raison des conflits permanents et des insultes qui ont pu être proférées à son égard.
Le désintérêt pour le club a été grandissant au fur et à mesure de ses relégations. Lors de la saison 2007-2008 de Ligue 1, les résultats du club sont encourageants avec une place en milieu de classement aux deux tiers du championnat. Mais une succession de onze défaites le condamnent à un retour en Ligue 2. En Ligue 2, le club manque la remontée immédiate d'un point. À partir de cette saison, le désamour a été marqué encore plus profondément. Puis, lors de la saison 2009-2010, les performances sportives sont médiocres et l'équipe descend en championnat National, soit en troisième division, ce qui va mener le club à sa dissolution et liquidation judiciaire en 2011, avec une rétrogradation administrative du club au cinquième échelon français du football, pour la première fois de son histoire, le CFA 2.
Depuis le début du siècle, le caractère exigeant des supporters, en conflit permanent avec la direction du club aura provoqué au RC Strasbourg une instabilité unique à sa gouvernance, et une désertion progressive des tribunes.

### La renaissance du supporteurisme populaire (2012-2017)
Les supporters, ayant été de moins en moins nombreux jusqu'en 2009, s'unissent lors de la liquidation judiciaire du club en 2011. Ils reviennent au stade de la Meinau au fur et à mesure des promotions successives de la CFA 2 en 2012 à la Ligue 1 en 2017. Ils battent durant ces années plusieurs records d'affluence dans la division où le club évolue. Pour Marc Keller, président du club, cette liquidation a « sans doute renforcé le lien entre l’équipe et le public », et pour son frère, François Keller, « la plus grande richesse du Racing, ce sont ses supporters ». Depuis la renaissance du club
, les supporters entourent le Racing « de chaleur et de ferveur », à tel point que le club doit en grande partie à ses fidèles son retour en 2016 dans le monde professionnel,,.
En 2011, alors que le club est en situation de cessation de paiements, les supporters vont bénévolement nettoyer le stade de la Meinau, devenu par endroits insalubre. Ils y vont eux-mêmes, car il est nécessaire qu'il soit capable d’accueillir du public si des matchs veulent y être joués, la société d'exploitation du club étant en train d'être dissoute. Le club doit repartir ex nihilo sur le plan administratif. Lors du premier match de la saison, joué sur le terrain de l'US Forbach pour le compte de la CFA 2, joueurs et dirigeants locaux sont marqués de l'engouement autour du match. Plusieurs dizaines de supporters viennent chanter pour soutenir le RCS qui est à la plus faible division de son histoire. Certains expliquent que « la liquidation a permis de faire table rase de ce passé désastreux. Les rapports club-supporters sont devenus bien plus authentiques et humains »,.

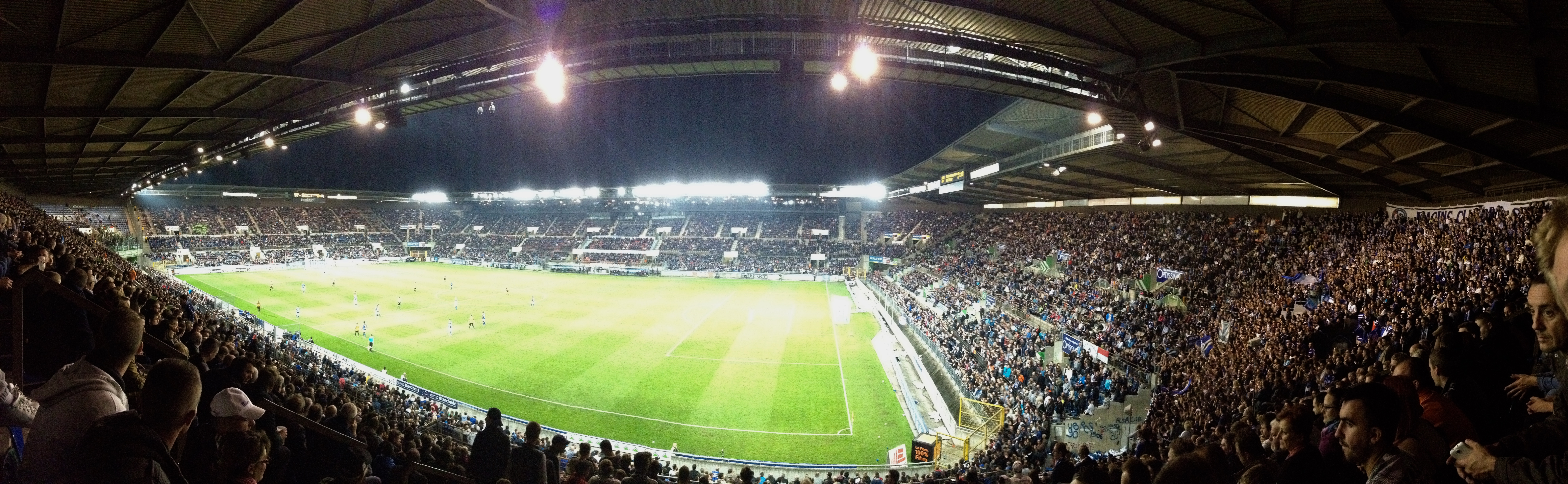
Le stade de la Meinau à guichets fermés alors que le club évolue en troisième division française.

Tout au long de cette période amateur, de 2011 à 2016, les supporters sont souvent félicités et reconnus pour leur soutien qui a regagné les tribunes,. Ils dépassent à plusieurs reprises une affluence de 25 000 spectateurs.
En raison de la demande de billets supérieure à la capacité du stade, le club fait une demande officielle à la Fédération française de football lors de la rencontre contre l'US Colomiers le 14 mai 2014, en vue de pouvoir commercialiser les places du secteur visiteur. L'attente autour de ce match est très forte, le Racing pourrait retourner dans le milieu professionnel à l'issue de la rencontre. Malgré la victoire, le RCS reste une saison supplémentaire en National 1.
En 2016, ils sont un millier à acclamer leur équipe sur le parvis de l'hôtel de ville de Strasbourg, au retour de leur équipe en provenance de Belfort, où ils sont officiellement promus en deuxième division. Le kop strasbourgeois qui a historiquement été localisé dans le quart de virage Nord-Ouest est déplacé en tribune Ouest à l'occasion de cette promotion, en raison notamment de la capacité d'accueil devenue insuffisante.
La période amateur du club a permis au club de regagner la confiance et la motivation de ses supporters,. Le journal Le Monde conclut que « pour les supporteurs strasbourgeois, la traversée du désert a été un retour aux sources du football ».

Depuis juin 2016, le Racing est redevenu un club professionnel puisqu'il est promu en Ligue 2. Dès les premiers matchs, les supporters sont nombreux à se rendre au stade de la Meinau. Certains regrettent parfois l'amateurisme,,, en raison de la sécurité beaucoup plus accrue et la tension qui règne entre les instances et les supporters avec le risque d'interdictions de déplacement qui peut frapper les divisions professionnelles. Les Strasbourgeois n'écopent que d'une seule interdiction totale de déplacement dans tout leur parcours au niveau amateur, en raison des attentats du 13 novembre 2015, les interdictions de déplacement frappant tous les clubs français lors de l'attentat. Lors du match Strasbourg-Tours, reporté en raison de gel, les supporters sont restés en tribune pour chanter et simuler un but, alors que personne n'était sur la pelouse,. L'entraîneur de Strasbourg, Thierry Laurey, précise qu'« en voyant ça, les joueurs de Tours sont revenus faire des selfies devant la tribune, c'était beau de voir tous ces supporters s'éclater une demi-heure alors que le match était annulé. À part à Lens, on ne voit ça nulle part »,.

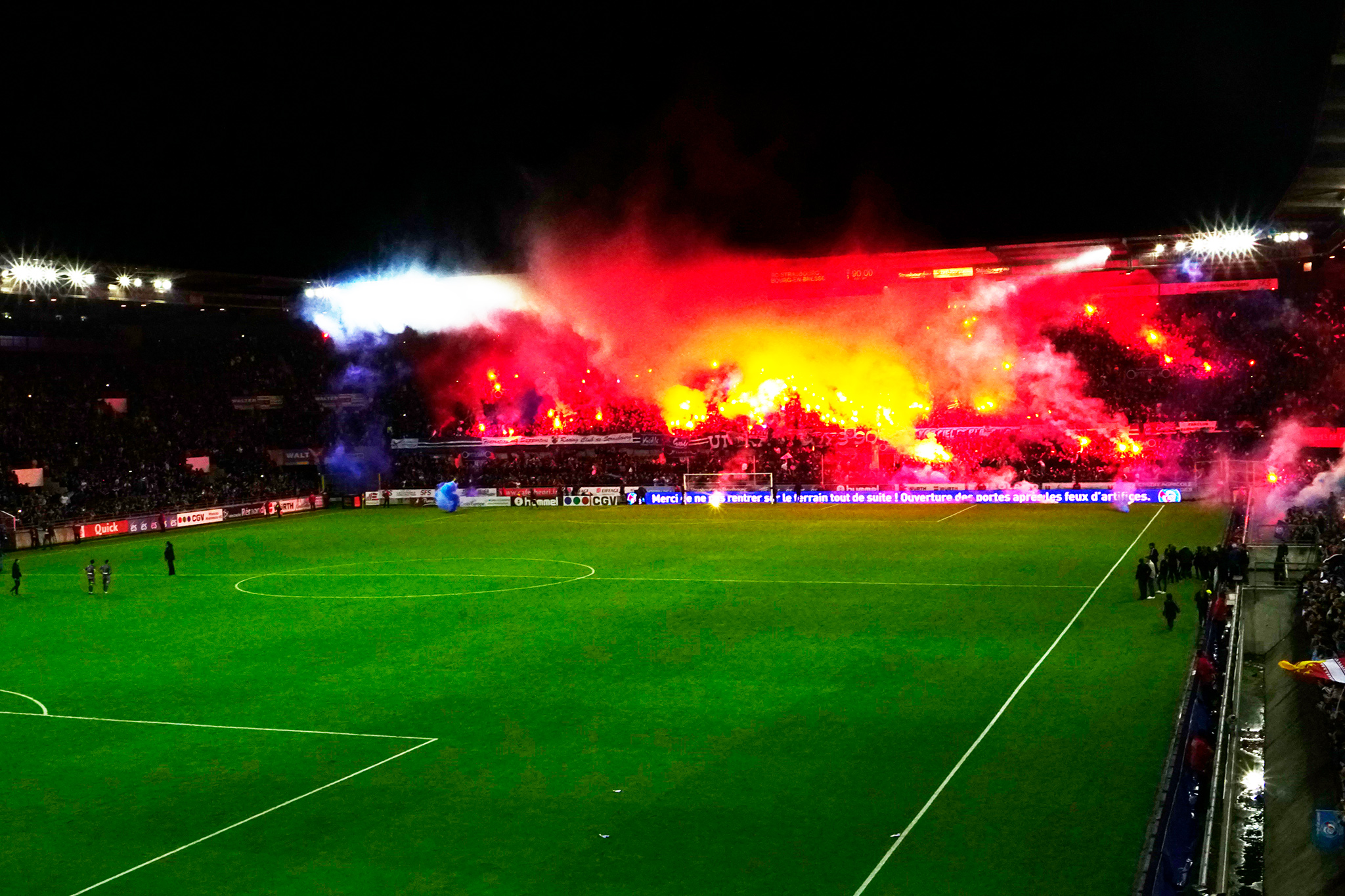
La tribune Ouest lors de la montée en Ligue 1, à l'issue de la rencontre, en mai 2017.

En mai 2017, la demande de billets est à nouveau telle que le club demande à la LFP l'autorisation de commercialiser les places du secteur visiteurs aux strasbourgeois. Certains d'entre eux attendent parfois plusieurs heures avant d'obtenir un billet pour ce dernier match de la Ligue 2 2016-2017. Lors de cette même saison, le Racing est premier du championnat trois journées avant la fin de la saison. Un match doit se jouer à Niort puis à domicile. Contre Niort, face à la forte demande du public, la ville de Strasbourg met en place un écran géant au Rhénus. Un écran est installé au Zénith pour le dernier match, car la Meinau est à guichets fermés trois semaines avant la rencontre et les commerçants de la ville sont équipés de banderoles bleues et blanches.

### La mise en lumière de l'exemplarité des supporters (depuis 2017)
Le club termine champion de France de Ligue 2 en 2017 et retrouve la Ligue 1, quittée en 2008, le 19 mai 2017 dans une ambiance « digne de la Ligue des champions » et dans un stade « incandescent »,. De nombreux médias soulignent l'aspect primordial du public alsacien, fidèle, et fervent,,,,,,,,,,,,, et qui a grandement aidé le Racing à retrouver la Ligue 1,. La montée en première division, saluée nationalement et internationalement,, est célébrée Place Kléber à Strasbourg. Une foule d'environ 10 000 personnes, vient acclamer l'équipe et le club, champions. Selon le journal L'Équipe, c'est la quatrième fois qu'autant de monde est présent à Strasbourg pour fêter un événement, après 1945, lors de la libération ; 1979, lors de l'unique titre de champion de France du RCS ; et 1998 lors de la victoire de l'équipe de France de football en finale de la Coupe du monde, preuve que ce moment était attendu. La place Kléber est transformée pour l'occasion en fan zone, où les supporters chantent et utilisent des fumigènes pour célébrer la direction, le staff technique et les joueurs, venus avec le trophée.
Le 13 juin 2017, la Ligue de football professionnel décerne le prix de champion de France des tribunes de Ligue 2 aux supporters du RCS. Ils terminent devant Amiens et Lens, et ont été jugés sur quatre critères : la fidélité, les animations des clubs et des supporters, l’ambiance dans les stades et l’engagement sur les réseaux sociaux. Les supporters remportent à nouveau ce championnat des tribunes, de Ligue 1, lors de la saison 2018-2019, devant Lyon et Rennes, une saison après avoir été déjà sur le podium.

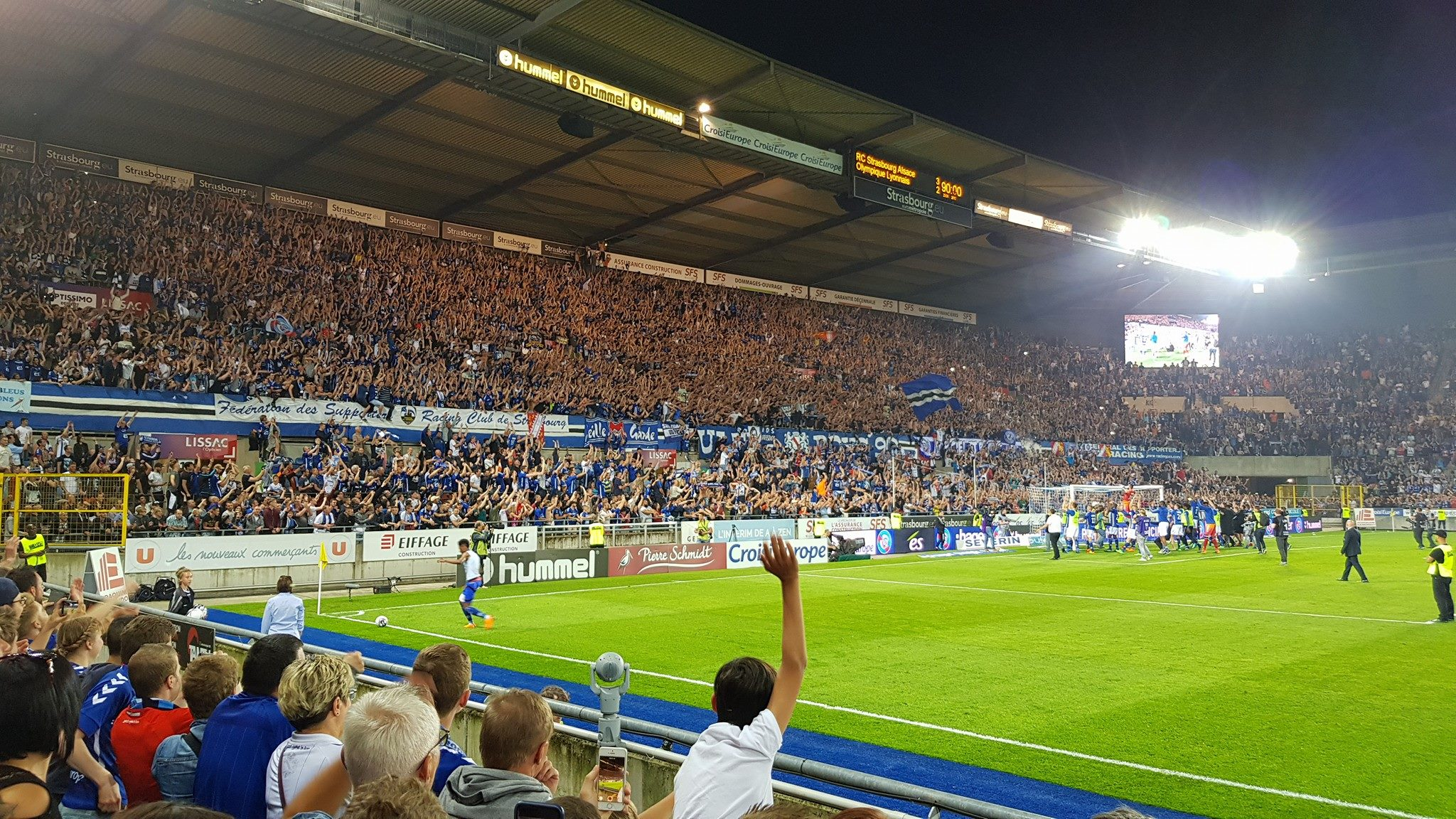
Fin de match face à l'OL en mai 2018

Le 2 décembre 2017, le RCSA est le premier club de la saison 2017-2018, et le premier depuis sept mois à battre le Paris Saint-Germain. Ce match au stade de la Meinau se déroule dans une ambiance « bouillante » malgré les températures négatives à Strasbourg. L'ambiance ce soir-là, est saluée par la presse internationale, qui découvre la Meinau, ainsi que par la Ligue de football professionnel, qui n'a pas pour habitude de féliciter les supporters,. La presse a parlé de véritable exploit de Strasbourg, tant l'antagonisme entre les équipes est grand. Un tifo est déployé à l'encontre du PSG, en forme de ticket à gratter Millionnaire, afin d'ironiser sur l'écart de budget entre les clubs.
La genèse de leur saison en Ligue 1 s'est soldée par un maintien (victoire 3-2 face à l'OL) le 12 mai 2018, dans un stade en fusion, où l'ambiance est saluée par l'ensemble des médias et suiveurs pour son rôle dans un match au scénario rare,,. Dimitri Liénard marque le but du maintien dans les arrêts de jeu (94e minute), alors encore menés 1-2 à la 88e minute de jeu. Il prend en fin de match le micro pour lancer des chants devant le mur bleu, grâce auquel il « aurait pu monter au-dessus du toit de la Meinau, aurait pu voler… Il n’y a pas de mots pour décrire ce qu’il s’est passé ce soir », et est grandement adulé sur les réseaux sociaux. Ce match dépasse toutes les attentes et égalise en termes d'émotions, d'après Frank Lebœuf et Marc Keller qui ont vécu les deux rencontres, le match de barrages face à Rennes en 1992. Thierry Laurey, entraineur, rend également hommage aux supporters, pour l'ambiance particulière. Les supporters du RCSA célèbrent le centenaire du nom Racing le 26 janvier 2019 en réalisant un cortège du local des supporters jusqu'au stade de la Meinau, en chantant et utilisant des fumigènes, en présence de Marc Keller. La qualification du RCSA le 31 janvier 2019 en finale de coupe de la Ligue se déroule dans une atmosphère particulière, saluée par les observateurs, joueurs et supporters, et dont la célébration avec le public après le match était inhabituelle,. Cette qualification suscite une demande telle que tous les supporters ne peuvent pas obtenir un billet, la ville de Strasbourg étant une nouvelle fois obligée de diffuser la finale sur un écran géant, et les commerçants alsaciens fortement mobilisés pour cette rencontre,,. Les supporters strasbourgeois sont félicités,, par la presse internationale, et l'ensemble des acteurs de la rencontre, pour l'ambiance qu'ils ont apportée au stade Pierre Mauroy, à Lille où se déroulait la finale face à l'EA Guingamp, et qui était largement acquis à la cause alsacienne. Un cortège de dix à quinze mille supporters strasbourgeois ont défilé dans les rues lilloises pour aller au stade. Ce cortège devient le record français de marche de supporters vers un stade en France,. Le stade a battu son record d'affluence, et était composé aux trois-quarts de supporters alsaciens, qui ont afflué en masse dans le Nord, depuis diverses origines. La tradition de fêter un titre majeur est respectée, puisque le lendemain de la victoire, l'ensemble des joueurs et du staff est reçu par le maire de Strasbourg dans l'hôtel de ville afin d'être félicités officiellement, puis une célébration a lieu dans une liesse rare,,, avec environ dix mille supporters rassemblés sur la Place Kléber, à nouveau en configuration de fan zone, où les joueurs sont acclamés comme des rock stars et remerciés.
En 2023, le club est racheté par le groupe d'investissement BlueCo, également propriétaire du Chelsea Football Club. À la suite de la politique sportive menée par la direction, les groupes de supporters organisent des actions diverses pour contester le nouveau propriétaire.

## Évolution des affluences
Depuis la saison 1945-1946, les meilleures affluences moyennes à domicile sont obtenues en 2018 avec 24 083 spectateurs en moyenne qui se rendent à la Meinau, avec sept guichets fermés, et un taux de remplissage de 91 %. Puis en 1993, année de remontée en Division 1 avec 21 773 spectateurs, et en 1979, année du titre de champion de France avec 21 086 spectateurs. Les moyennes s'améliorent en général à l'occasion des promotions en première division, la plus forte progression d'une saison sur l'autre faisant suite à la montée en D1 de 1977 avec une progression de 15 219 spectateurs. L'année du retour de Gilbert Gress au poste d'entraîneur en 1991 est aussi celle de la deuxième plus forte augmentation de l'affluence moyenne (plus 8 904 spectateurs, de 7 353 à 16 257) même si le club joue cette année-là en Division 2,. La meilleure affluence en deuxième division date de la saison 2016-2017, où le club termine champion, avec une affluence moyenne de 17 013 spectateurs par match .
Pour la saison 2015-2016, le stade de la Meinau compte 4 700 abonnés. Enfin, pour son retour dans le monde professionnel à la saison 2016-2017, le club a enregistré 7 700 abonnements vendus, signe de l'intérêt suscité, malgré une augmentation générale du prix des billets, en raison du passage à la division supérieure. À la saison 2017-2018, qui marque le retour du Racing en première division, le record d'abonnements de l'histoire du club a été battu, puisque 15 650 abonnements ont été vendus au public. Durant cette saison, une étude recense les affluences moyennes en Europe, le RCS est la 81e équipe à mi-saison, fait inédit pour un promu. Le record tombe dès la saison suivante, avec 19 187 abonnements vendus, ce lui assure un taux de remplissage annuel d'un minimum de 74 %. Le stade est à guichets fermés pour 18 rencontres sur 19 lors de cette saison, qui rassemble 25 213 spectateurs en moyenne sur 26 109 places, soit 97% de remplissage moyen, ce qui en fait la saison avec le plus de spectateurs de l'histoire du club. La saison 2019-2020 voit en moyenne 24 906 spectateurs par match, mais cette saison est interrompue en mars 2020 alors qu'il restait encore six matchs à la Meinau à jouer.

## Associations de supporters

Plan du stade de la Meinau et de la localisation des supporters.

Le club compte différentes associations officielles et reconnues de supporters, connues en en France et à l'étranger,. Chaque association est située historiquement à un endroit précis du stade. Elles sont toutes situées dans une tribune debout sécurisée depuis 2018,.

### Ultra Boys 90
L'association des Ultra Boys 90, appelés aussi UB90, regroupe des supporters ultras. Ils soutiennent activement le club par leurs tifos, leurs chants et leurs déplacements aux matchs disputés à l'extérieur. Le nom de l'association fait référence aux Ultra boys de Gijon, en Espagne. L'association comporte différents sous-groupes : la Vieille garde regroupe des membres moins actifs et plus anciens, alors que les membres de la Jeunesse ultra, au contraire, participent aux constructions des animations et tifos.

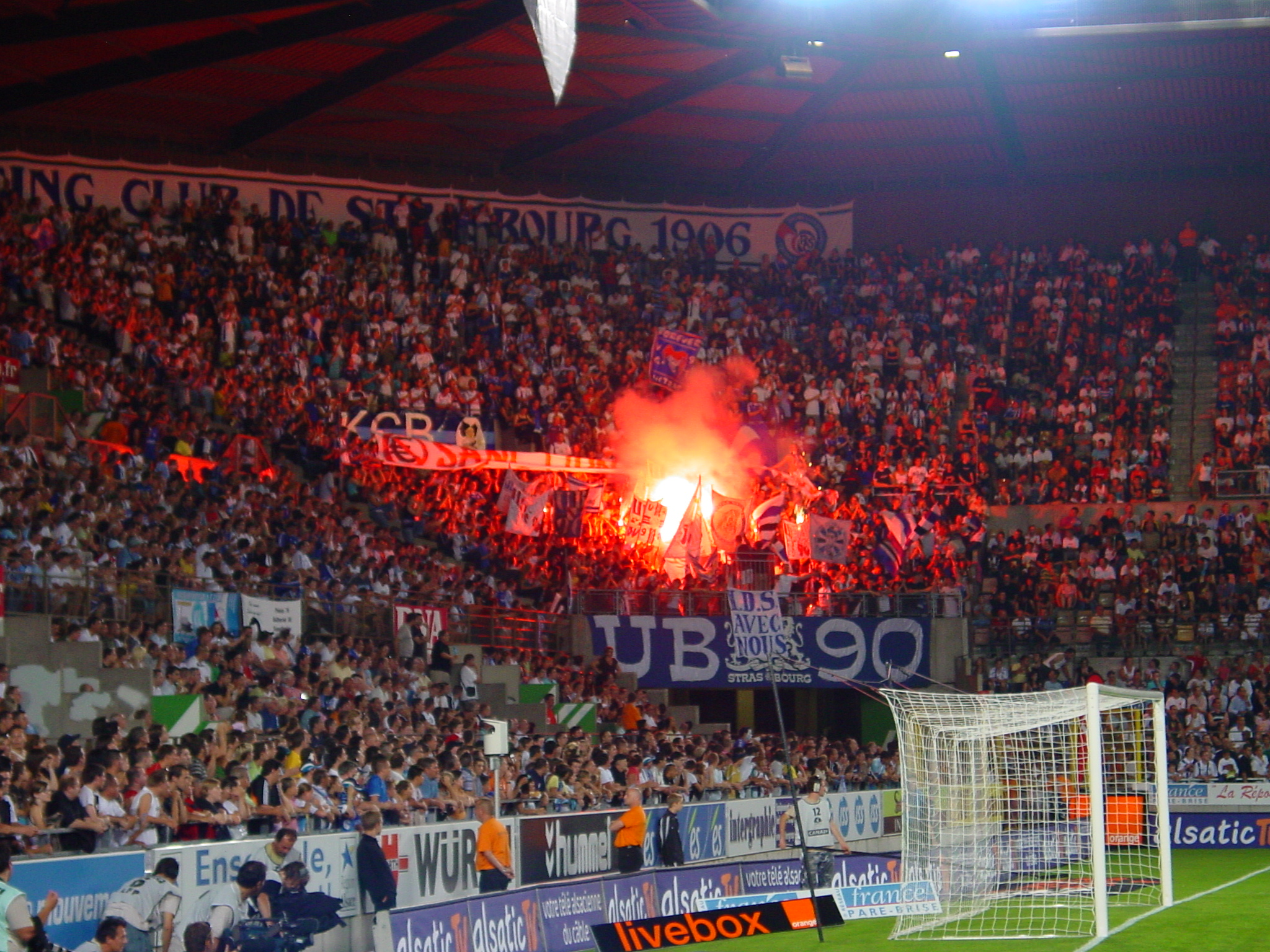
Les supporters au stade de la Meinau dans le Quart de virage Nord-Ouest, jusque 2016.

À la fin des années 1980, le mouvement supporter à la Meinau est uniquement représenté par les Meinau Boys, un groupe assez violent regroupant des hooligans de Karlsruhe. À la suite d'incidents causés par ce groupe lors de la rencontre Gueugnon-RCS en 1990, une dizaine de personnes se réunit afin de fonder un nouveau groupe de supporters : l'association des Ultra Boys 90 est créée cette même année. Lors des rencontres à domicile, les Ultra Boys 90 se retrouvent dans le quart de virage Nord-Ouest (appelée QVNO) du stade de la Meinau. Ceci pour se démarquer des Meinau Boys, qui se retrouvent en tribune populaire.
Lors de la saison 2007-2008, leurs membres sont au nombre de 450. Pour leur 25e anniversaire en 2015, les Ultra Boys 90 déploient de multiples tifos, en reprenant les saisons marquantes de 1990 à 2006. Lors de cet anniversaire, les joueurs portent un maillot spécial comportant le logo des UB90. Les membres du Kop Ciel et Blanc déploient eux une banderole dans la tribune Est, vide, afin de souhaiter un bon anniversaire à l'association. À la fin du match, ce sont les joueurs du club qui en déploient une sur le terrain, afin de remercier leurs supporters,.
Le groupe, membre de l'association nationale des supporters, est situé au centre de la tribune Ouest depuis 2016, le quart de virage où se retrouvait précédemment devenant trop petit et ne garantissant plus la sécurité des supporters. À l'issue de la saison 2015-2016, le club, en accord avec les associations, choisit de les reloger en tribune Ouest, alors rebaptisée Ouest Kop. Le record de membres est battu en 2017, avec 560 membres.
Le 16 mars 2019, les supporters des UB90 se sont vu renvoyés à Strasbourg car ils n'avaient pas respecté un arrêté préfectoral d'encadrement de déplacement à Nimes, se rendant à la rencontre en train alors que le secteur de la gare était interdit. L'association de supporters dénonce la disproportion des mesures prises à leur encontre alors qu'ils souhaitaient simplement se rendre au stade des Costières.

### Kop ciel et blanc
Pour les articles homonymes, voir KCB.

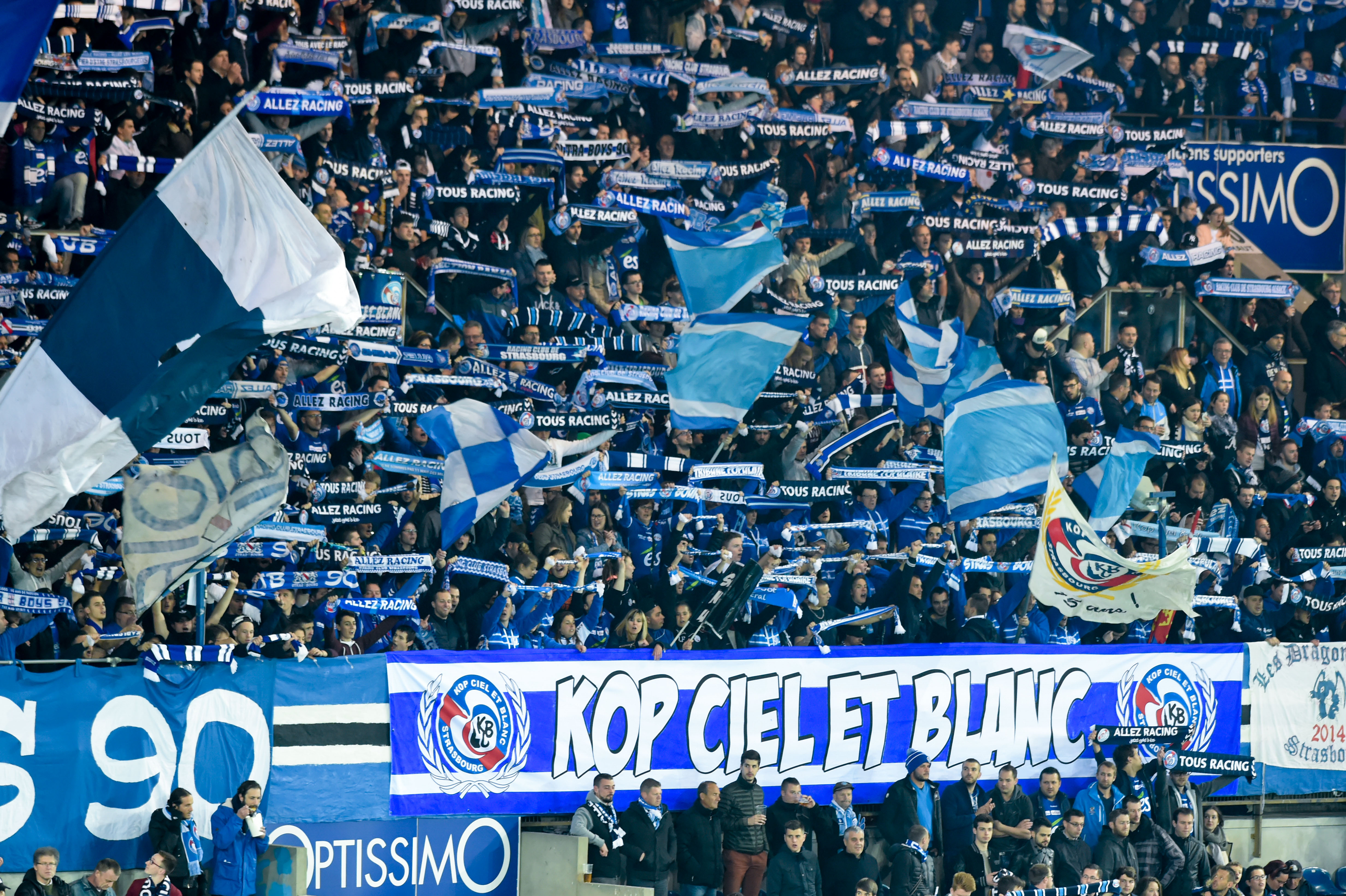
Le kop ciel et blanc au stade de la Meinau.

Le Kop ciel et blanc (KCB) est fondé en 2000 par un groupe d'amis. Il anime le quart de virage Nord-Ouest à partir de 2003 et est historiquement situé juste au-dessus des UB90. Cette association de supporters est aussi relogée en tribune Ouest au début de la saison 2016-2017. Le nombre de membres du groupe atteint 200 lors de la saison 2004-2005 et 300 en 2008. Dans le stade, le KCB se situe, depuis la pelouse de la Meinau, à la droite des Ultra Boys 90. Pour les quinze ans du groupe en février 2015, un tifo est déployé lors d'un match face au CS Sedan-Ardennes. L'association comporte plus de 200 membres en 2017.

### Club central des supportersAllez Racing
Le Club central des supporters, appelé aussi CCS Allez Racing est le plus ancien des groupes de supporters. Il est fondé pendant l'hiver 1953 par Germain Muller, comédien et adjoint au maire de Strasbourg. Le nombre d'adhérents du Club central des supporters varie de 600 à 1 000 entre la création et 2008, pour arriver à 800 en 2008. À la suite des déboires du club, le nombre de membres chute, pour atteindre plus de 200 membres fin 2016, ce qui en fait la quatrième association de supporters du Racing.

### Fédération des supporters du RCS

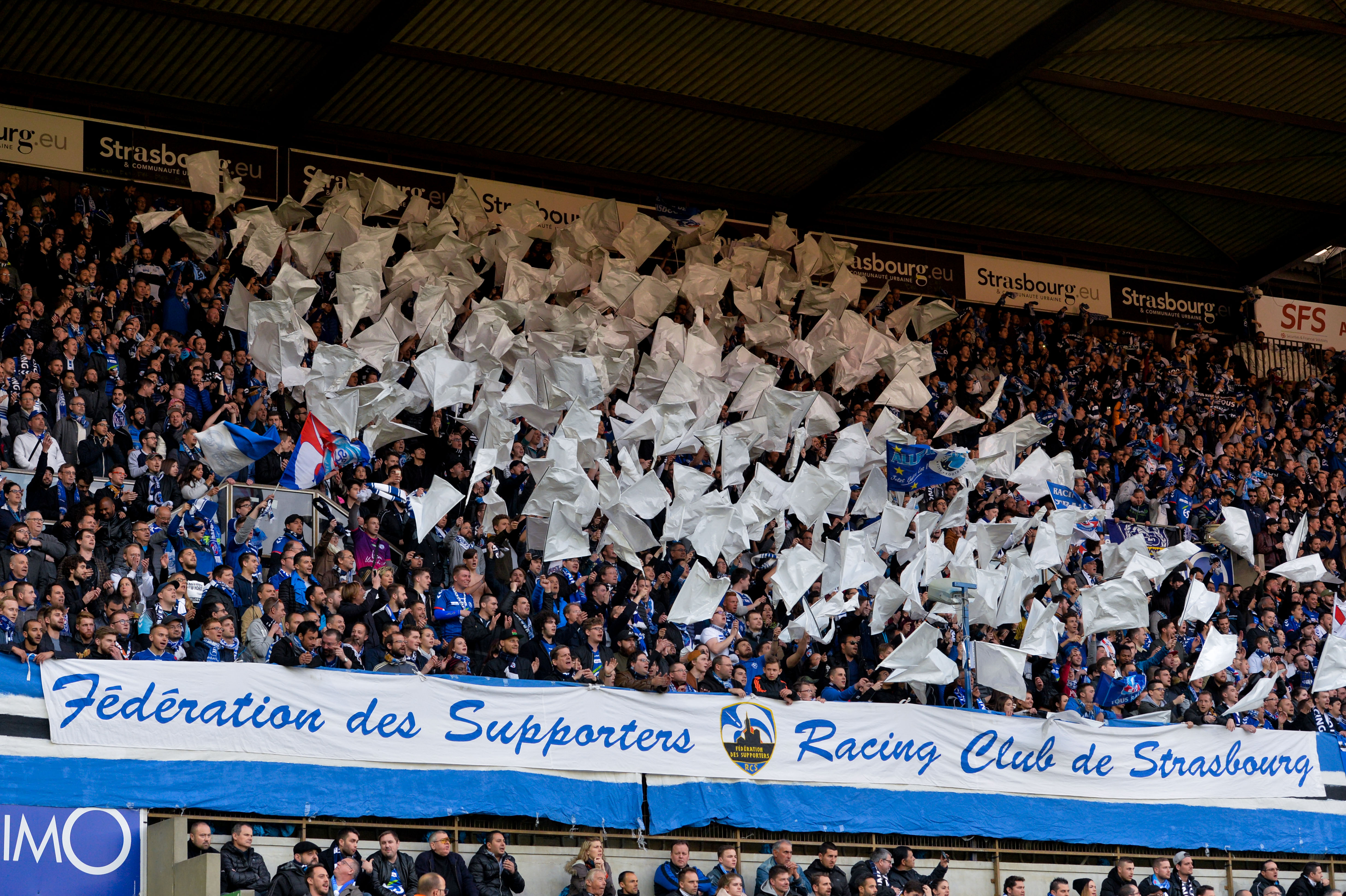
La Fédération des supporters en tribune Ouest.

Née au printemps 2010, durant une période où le club connaissait des difficultés, la FSRCS rassemble des supporters issus de différentes mouvances (associations officielles et communautés virtuelles) qui ont décidé de s'associer autour d'une passion commune qui est leur club de football,. N'importe quel membre des Ultra Boys 90 ou du Kop ciel et blanc est membre de droit de cette association, sans cotisation complémentaire. Cette association se situe, en se plaçant sur la pelouse de la Meinau, à la gauche des Ultra Boys 90, et est membre de l'Association nationale des supporters.
La Fédération vend divers objets (écharpes, sweat-shirts, etc.) dans le but de récolter des fonds pour à chaque fois les réutiliser dans d'autres actions. Elle est aussi l'association privilégiée dans les relations avec la direction du club, et se réunit une fois par mois avec Marc Keller, le président du club, depuis 2012. Elle émet notamment son avis sur diverses nouveautés qui toucheraient les supporters (hymne, etc.). La devise de cette fédération est inscrite sur les murs de leur local, et qui est « Un club meurt lorsqu'il n'a plus de supporters, le Racing est immortel ! ».
L'association se distingue notamment des autres dans ses actions : elle convoque chaque nouvelle recrue du club, afin de lui remettre un livret qui récapitule l'histoire du club, et qui leur explique les valeurs, selon eux, du club,,. La FSRCS lance en 2016 une cagnotte pour aider l'ancien joueur René Deutschmann qui a subi un grave accident vasculaire cérébral en Thaïlande où il séjournait.

### Autres associations
L'association Hansi Elsass est fondée officiellement en 1994. Ses membres, au nombre de 150 pour la saison 2007-2008, sont présents dans le quart de virage sud-ouest du stade de la Meinau.
Les Blueje Kempfer existent depuis 1993. Le nom de l'association fait référence à l'esprit de battant (en alsacien : Kempfer) et à la couleur bleue du club (en alsacien : Blueje).
Les actes violents recensés sont pour la plupart le fait de mouvements marginaux comme les Meinau Boys et Elsass Korps, deux groupes issus de l'extrême droite. Les Meinau Boys, qui ne sont plus actifs aujourd'hui, sont évacués par la police lors du match Strasbourg-Bastia en 2006 après avoir crié des insultes racistes,, des peines de prison avec sursis et d'interdiction de stade étant alors prononcées contre des membres du groupe. Quant au groupe Elsass Korps créé en 1993, il a été l'auteur de divers faits de hooliganisme, de saluts hitlériens et d'insultes à l'encontre de joueurs de couleur et est « impliqué dans les 19 accidents recensés à l'occasion des matchs du Racing » de 2000 à 2005, avant d'être dissous le 19 mai 2005,. Après la dissolution, d'anciens membres du groupe sont condamnés en 2008 à des peines de prison et des interdictions de stade pour agression à caractère raciste aux abords du stade.
Une autre association de supporters voit le jour en janvier 2019, la RCS Section Paname, qui regroupent des supporters du Racing vivant à Paris. L'association est fondée par des supporters strasbourgeois désirant se rencontrer et permettre l'intégration de nouveaux arrivants à Paris, ayant pour passion commune le RCSA.

## Supporters célèbres
Plusieurs personnalités, dont des originaires d'Alsace ou d'anciens membres du club, soutiennent le Racing.

### Personnalités du football

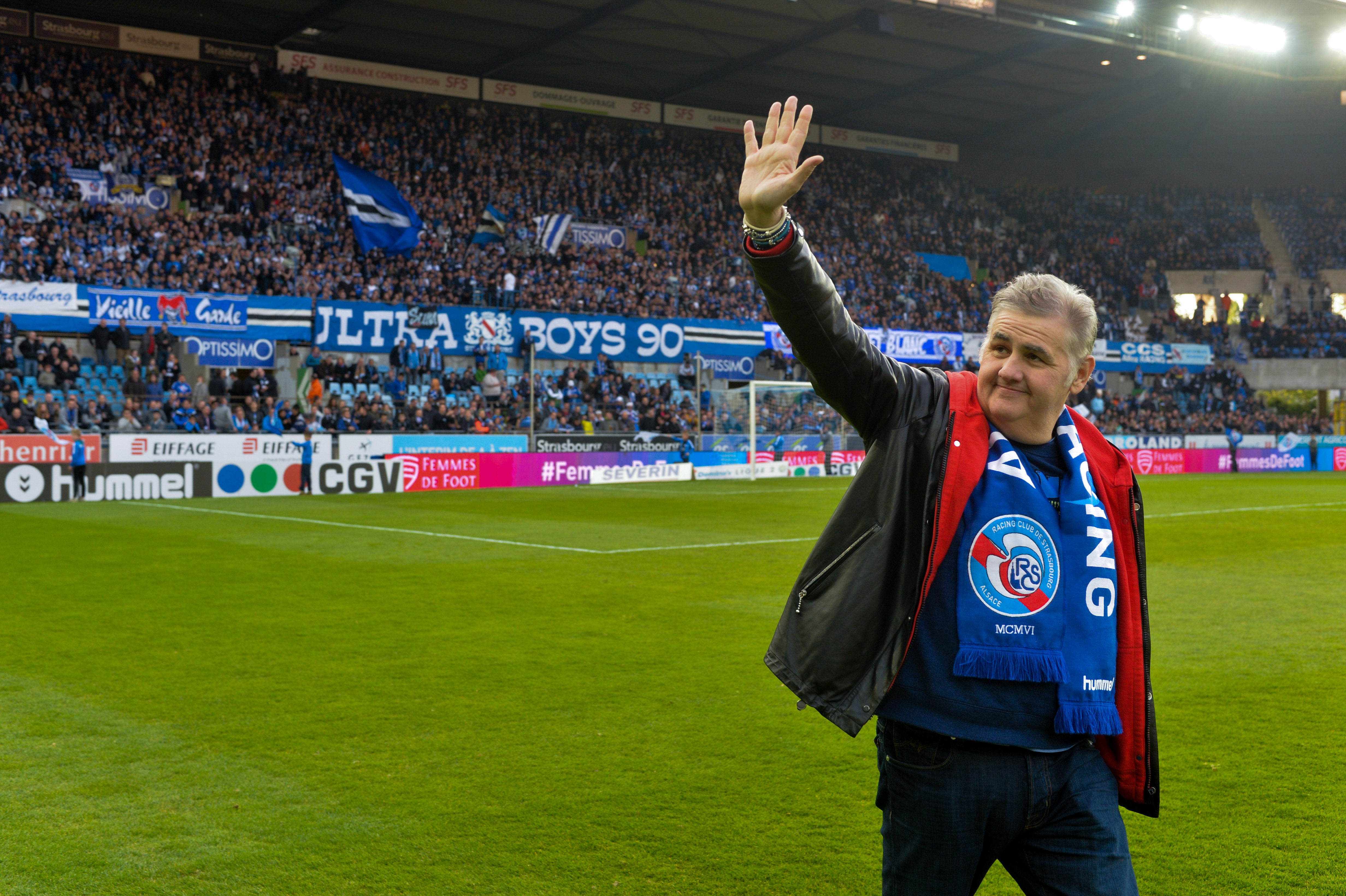
Pierre Ménès au stade de la Meinau

Le journaliste sportif Pierre Ménès considère le Racing comme « une place forte du football en France » et soutient le club,,. Il commence sa carrière de journaliste en Alsace et se lie d'amitié avec Marc Keller, alors joueur du Football Club de Mulhouse puis joueur et président du RCSA. Pierre Ménès soutient le club même lorsque ce dernier joue au niveau amateur dans les années 2010. Le soutien est réciproque puisque Pierre Ménès est ovationné par le public du stade de la Meinau au cours de sa grave maladie en mai 2016, puis en avril 2017 après sa guérison,.
Parmi les personnalités du football originaires de la région, l'entraîneur Arsène Wenger, ancien joueur du club et originaire de Duppigheim à quelques kilomètres de Strasbourg, suit les résultats du club et le soutient. L'arbitre Robert Wurtz suit le club depuis son enfance et se rend régulièrement au stade. Pour Guy Roux, entraîneur de l'AJ Auxerre né à Colmar, le Racing est le club le plus cher « à son cœur » après Auxerre. Gilbert Brisbois, journaliste sportif et alsacien, est attaché au club et assiste régulièrement à des rencontres au stade de la Meinau.
Raymond Domenech est un autre ancien membre du club exprimant publiquement son soutien au Racing. Ancien coéquipier de Marc Keller, Raymond Domenech apprécie que ce dernier ait repris le club et estime qu'il « se passe quelque chose entre Strasbourg et son public ». Autre ancien coéquipier de Marc Keller au Racing, Frank Lebœuf déclare publiquement son amour du club et de la région,. Il estime que « Strasbourg est une vraie terre de football » et que son public « n'a rien à envier à Paris, Marseille, Lyon ou Saint-Étienne ». Après avoir donné le coup d'envoi le 12 mai 2018 du match Strasbourg-Lyon permettant au Racing de se maintenir en L1, Frank Lebœuf compare ce match à la rencontre Strasbourg-Rennes de 1992, qu'il a vécu en tant que joueur, comme lui ayant procuré les mêmes sensations exceptionnelles.

### Autres personnalités

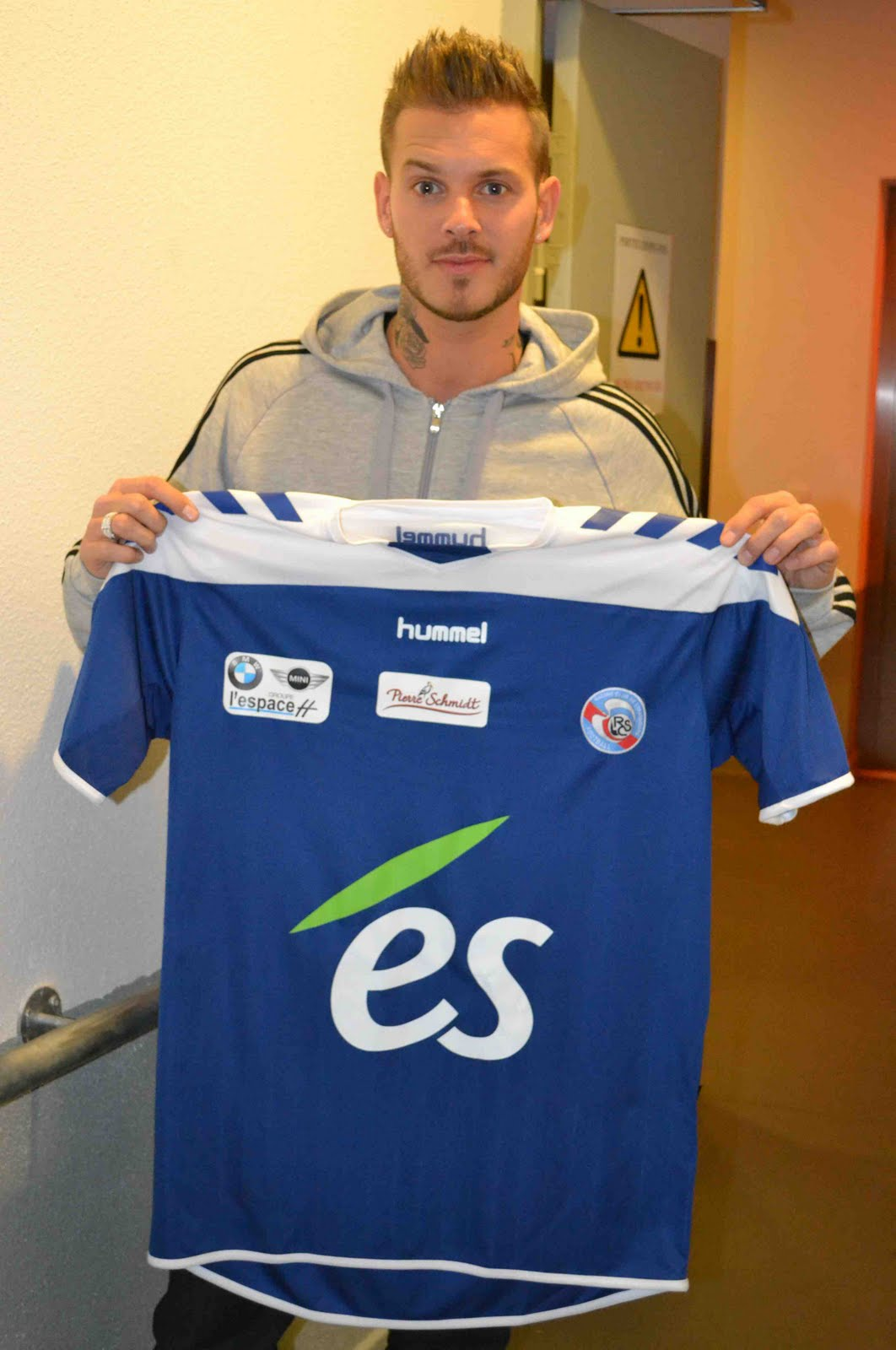
Matt Pokora soutient le RC Strasbourg en 2011.

Le pilote automobile Sébastien Loeb, « grand fan du Racing », fait partie des actionnaires du club après le dépôt de bilan du club en 2011. Le handballeur professionnel alsacien Thierry Omeyer soutient publiquement le club,. Léo Westermann, joueur de basket-ball né à Haguenau, suit le club et considère que pour « tout alsacien qui se respecte, le RCSA est très important » ou encore Delphine Wespiser, Miss France 2012.
Le Racing est le « club de cœur » du chanteur Matt Pokora,,. En 2013 il est prêt à aider le club à retrouver l’élite par exemple en apportant des sponsors et considère la descente sportive du club comme « un énorme gâchis »,. Cookie Dingler, chanteur d'origine strasbourgeoise, est supporter du Racing et a fréquenté deux joueurs champions de France en 1979, Dominique Dropsy et Raymond Domenech,. Son fils Tom Dingler, scénariste pour le duo de comiques Catherine et Liliane, et Alex Lutz, l'interprète de Catherine, soutiennent également le club,. Lauréat du prix Renaudot, l'alsacien Olivier Guez suit assidument le club et donne le coup d'envoi de la rencontre Strasbourg-Paris SG le 2 décembre 2017.
Des personnalités politiques locales soutiennent le club et le président Marc Keller. Le maire de Strasbourg Roland Ries explique que si Marc Keller n'avait pas été au club pendant la période amateur dans les années 2010, la ville n'aurait pas accordé tant de subventions au club,. Après la perte du statut professionnel par le club, Philippe Richert, alors président de la région Alsace en 2012, œuvre pour une subvention importante du club par la région et pour l'ajout du nom Alsace à la dénomination du club.

## Aspects sociologiques
Les supporters du RC Strasbourg ont une culture ultra, qui commence en 1990. Au fil des années, diverses habitudes ont pu émerger, malgré le retour au niveau amateur entre 2011 et 2016, qui ont bousculé ces dernières en raison d'une réorganisation des rencontres au stade de la Meinau. L'ancrage sur le territoire alsacien est très fort.

### Origines, habitudes et influence des supporters
Les supporters du RCS ne sont pas tous originaires de Strasbourg intra-muros. Au contraire, le club compte des supporters dans toute la région Alsace,. Des personnes originaires d'Allemagne (Karlsruhe) se revendiquent également supporters du RCS. Le club, unique référence professionnelle en Alsace (depuis que le FC Mulhouse est relégué en divisions amateures en 1998) est qualifié de véritable institution,,,, qui fédère une région entière,,, pour certains caractérisée comme une véritable terre de football ,. L'identité alsacienne est forte et importante dans l'esprit des supporters. Pour chaque Alsacien, « le Racing est dans [ses] gênes » estime Arsène Wenger. Le club dispose de supporters qui « mangent Racing, qui dorment Racing, qui vivent Racing », au point de l'assimiler à une religion ou à un monument historique, au même titre que la cathédrale de Strasbourg,,, et utilisent l'expression avoir Racing comme avoir cours ou avoir sport. 

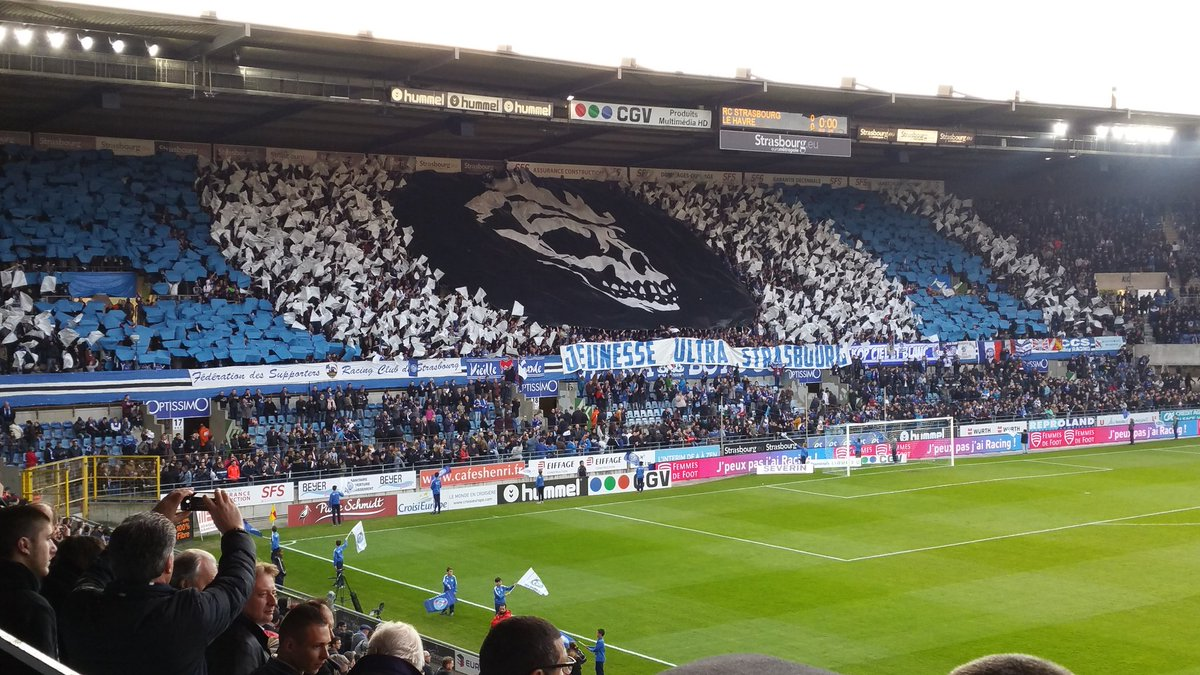
Une banderole de la jeunesse Ultra, symbole du rajeunissement des tribunes.

La mentalité des supporters n'est pas uniquement de voir un match de football, mais également de passer un agréable moment. Les travées du stade de la Meinau ouvrent leurs portes deux heures ou plus avant le coup d'envoi du match. Les supporters ont pour habitude d'être présents tôt au stade,,, afin de consommer notamment une spécialité locale, les tartes flambées,. La consommation sur place devient pour certains supporters un rituel à compter de la liquidation judiciaire du club. Les avant-matchs sont voulus conviviaux et festifs par la direction, et inspirent plusieurs clubs professionnels. Plus de 70 % du public a déjà composté son billet une heure trente avant le coup d’envoi en moyenne. Une tradition dans la relation club-supporters à compter de 2002-2003 est la soupe d'Egon, soupe préparée par un actionnaire du club, Egon Gindorf, exclusivement réservée aux membres des associations de supporters du club.
Une évolution du mode de vie au stade s'opère à compter de 2012,,. La volonté du club de faire changer le type de fréquentation fonctionne, puisqu'en 2016, beaucoup plus d'enfants, de femmes et de familles se rendent au stade de la Meinau,,. Cette évolution passe par la création d'une family zone pour développer l'attrait des enfants et des familles,. Le kop est lui-même composé de plus d'adolescents en 2017 qu'il ne l'a jamais été par le passé. L'évolution de la population passe également par l'instauration depuis 2014 d'une journée spéciale pour les femmes, avec l'opération Femmes de foot où diverses animations et des tarifs attractifs sont réservés aux femmes,. L'association Femmes de foot est créée à la suite de la réussite des opérations en 2014.

### Notoriété

#### Le quart de virage Nord-Ouest
Historiquement, le kop des supporters est localisé dans la tribune quart de virage Nord-Ouest, appelé QVNO.
Les affluences dans le stade de la Meinau ont beaucoup varié, notamment lors des différentes relégations. Ces évolutions, ainsi que les changements récurrents de direction ont parfois valu au club le surnom de Marseille de l'Est,,,, puisque l'OM est également réputé pour leurs supporters très fervents mais versatiles,,.
Les supporters du RCS ont pour réputation d'être exigeants et un public difficile,, car ils peuvent être hostiles envers leurs adversaires, les arbitres, leurs propres joueurs,,, ou dirigeants s'ils en estiment le besoin,.
Ils ont un fort attachement aux racines alsaciennes,, et marquent leur volonté d'avoir une équipe, tant dirigeante que sportive, locale avec un état d'esprit en adéquation avec ce qu'ils estiment être les valeurs alsaciennes. Afin que les joueurs aient conscience de l'histoire du club, de l'attente sur leurs épaules, chaque nouvel arrivant doit obligatoirement passer par le local des associations, afin de répondre aux diverses questions et pour s'imprégner des valeurs du club. Alors en National (saison 2014-2015), le derby alsacien face aux SR Colmar a fait l'objet d'un reportage dans l'émission Téléfoot de TF1 afin de montrer la ferveur alsacienne autour du club, fait rare pour cette émission, qui ne traite pas de clubs évoluant au troisième niveau hiérarchique du football français. Le stade de la Meinau est qualifié de « sanctuaire, l'un des rares en France à connaître une telle ardeur, une telle dévotion ».
La notoriété du public est un véritable argument pour recruter des joueurs professionnels,,,, en particulier lors des périodes d'amateurisme du club, puisque si ce n'est pas Strasbourg, certains joueurs n'auraient pas signé.

#### Le mur bleu
À compter de leur installation dans la tribune Ouest du stade de la Meinau en 2016, un parallèle avec le Mur Jaune du Borussia Dortmund est fait par divers acteurs du football - toutes proportions gardées - et le nom de Mur bleu, est adopté, en raison de l'aspect bleu donné par les maillots des supporters du RCSA, de leur ferveur, et de la forme du stade qui ressemble à celui du Signal Iduna Park. La tribune Ouest est devenue une tribune debout sécurisée à la suite des travaux de l'ANS et du dialogue club-supporters pour réaliser leur souhait. Les supporters du Racing s'attirent de temps à autre les louanges de journalistes,,,,,, puisque « le stade entre en ébullition. Tel le couvercle d’une cocotte-minute, il menace d’exploser au coup de sifflet libérateur » . 

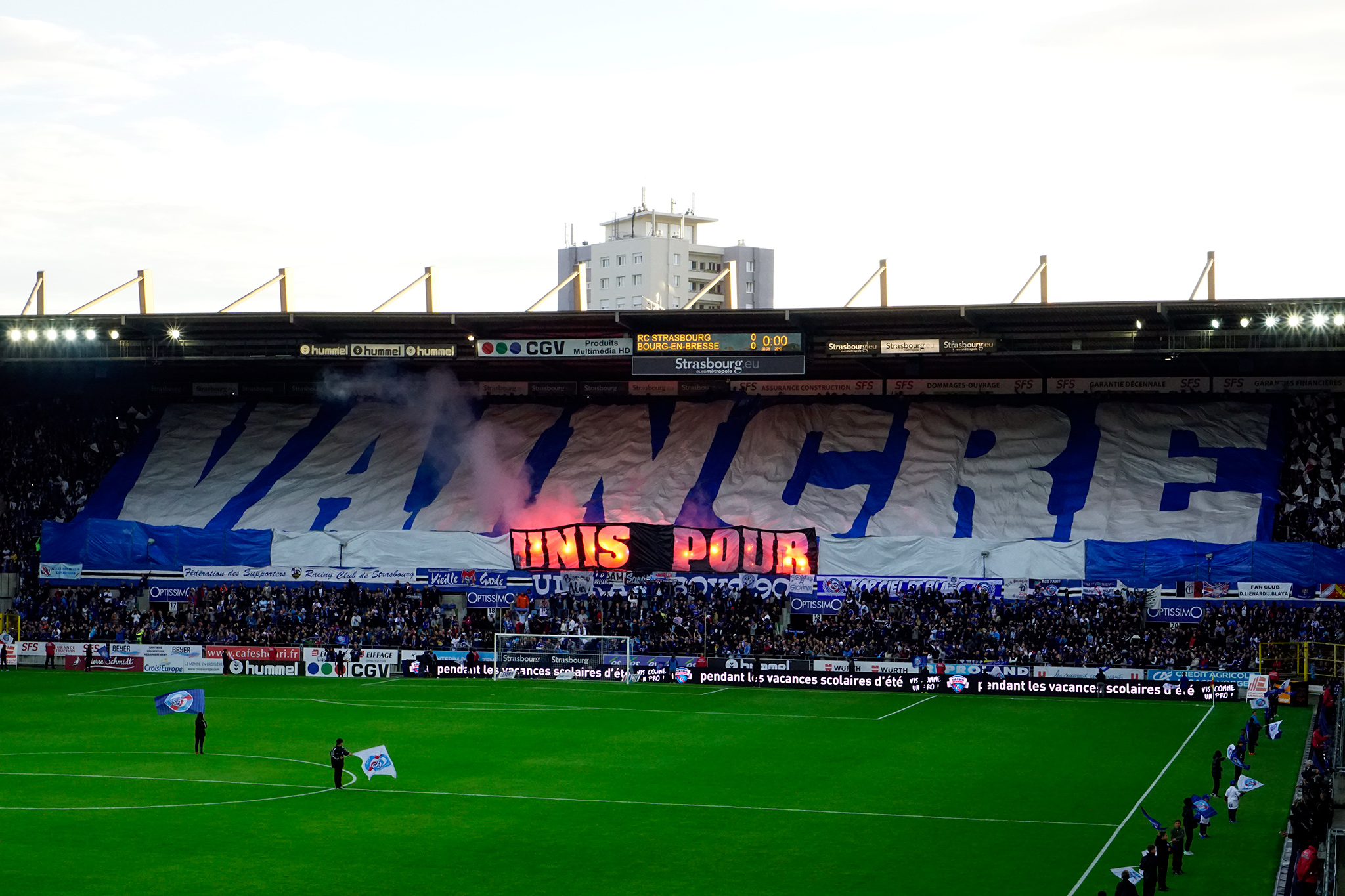
La tribune Ouest devenue le mur Bleu stade de la Meinau.

La notoriété devient internationale,,, depuis 2016 et le retour du club dans le milieu professionnel. En Allemagne,,,,,, la Meinau est assimilée à un chaudron. Certains adversaires soulignent l'importance primordiale du kop,, et de la pression qu'il peut mettre,,. Des personnalités telles que Claudio Ranieiri (alors entraîneur du FC Nantes),, Pascal Dupraz (alors entraîneur du Toulouse FC), qui qualifie les supporters de magiques et espère y revenir car il a trouvé que le match s'est joué dans une « superbe, superbe, superbe ambiance » , Alain Casanova (alors entraîneur de Toulouse) qui s'interroge pour savoir s'il ne s'agit pas du meilleur public français,, Jean-Louis Gasset (alors entraîneur de l'AS St-Étienne) qui déclare que « c'est une ambiance mythique comme la nôtre et un vrai stade de football » ou encore Thierry Henry, qui dispute son premier match en tant qu'entraîneur de l'AS Monaco à la Meinau et qui remercie les supporters de l'accueil mettent en avant cette importance du public.
Plusieurs spécialistes sportifs, s'accordent à dire, au vu des affluences dans les divisions les plus basses, que ce public est parmi les meilleurs de France,,,,,, qu'il pourrait être en ligue des champions, et que « de nombreux stades en France devraient s'inspirer d'eux »,,. Les supporters strasbourgeois sont plébiscités en 2018 par les journalistes de l'Équipe, qui classent la Meinau en tête du championnat de France, et les joueurs et entraineurs de Ligue 1 qui la classent en troisième, derrière le stade Vélodrome et Geoffroy Guichard. Didier Quillot (alors directeur général exécutif de la LFP) souhaite « bon courage aux équipes qui vont aller y jouer cette saison parce que l’ambiance y est franchement extraordinaire, c’est très spectaculaire » à la suite de son premier match au stade de la Meinau en 2017. Une étude sismique a démontré que lorsque le kop strasbourgeois saute de manière synchronisée, la Terre tremble légèrement à quelques kilomètres du stade.

## Folklore supporter
Strasbourg est connu pour ses supporters fervents,,,,,,, parmi les « meilleurs publics de France »,,,,,,,,. Dans le stade, avant, pendant toute la durée des matchs, et après,,, ils chantent et applaudissent pour soutenir leur équipe, même lorsqu'elle éprouve des difficultés sur le terrain,,. Ils animent les tribunes en déployant des tifos et en organisant diverses animations, à domicile et à l'extérieur. La relation des supporters strasbourgeois est très forte avec le speaker du stade.

### Animations et culture ultras
Les supporters du RCS n'aiment pas copier ce qui peut se faire dans d'autres stades pour suivre des effets de mode (tel que le clapping) mais préfèrent leurs propres chants et animations classiques, qui constituent leur identité,.

#### Chants
Les supporters ont de nombreux chants, qui sont plus ou moins longs, avec ou sans paroles, accompagnés de tambours ou non, de claps dans les mains ou non.
De nombreux airs sont empruntés à des artistes français ou d'origine étrangère connus :
- Charles Aznavour avec Emmenez-moi[344] ;
- Michel Sardou avec Les lacs du Connemara[345] ;
- Edith Piaf avec Milord ;
- Boys Town Gang avec Can't take my eyes off you ;
- Les Beatles avec Yellow Submarine[346] ;
- Kaoma avec la Lambada ;
- Hermes House Band avec Live is life ;
- 2 Unlimited avec No Limit[347] ;
- Jingle Bells[348] ;
- Michel Delpech avec Pour un flirt[349] ;
- Lorenz Büffel avec Johnny Däpp[215]

Les chants des supporters du RCS font référence au passage du club durant quatre années dans le monde amateur. Les supporters ne veulent pas oublier ce passage dans les divisions inférieures, où ils ont été en nombre à les suivre. Il est possible d'entendre des paroles telles que toujours présents pour toi, même en CFA ou encore De l'Europe en CFA, jamais on ne lâchera / à travers les divisions, rien n’arrête notre passion,,,. Le kop n'hésite pas à appeler la Meinau pour participer aux chants et animations. Depuis la saison 2015-2016, les supporters proposent une animation sur l'air de No limit des 2 Unlimited, consistant à scinder le kop en deux sections. Un côté s’assoit, l'autre partie chante,. À l'occasion des matchs avant Noël, le kop entonne l'air de Vive le vent, accompagné des autres tribunes,,. Depuis la saison 2016-2017, les supporters s'inspirent d'une mode allemande pour carnaval, consistant sur l'air de Johnny Däpp, musique de ballermann autrichien, à s'accroupir quelques secondes, puis se lever,.

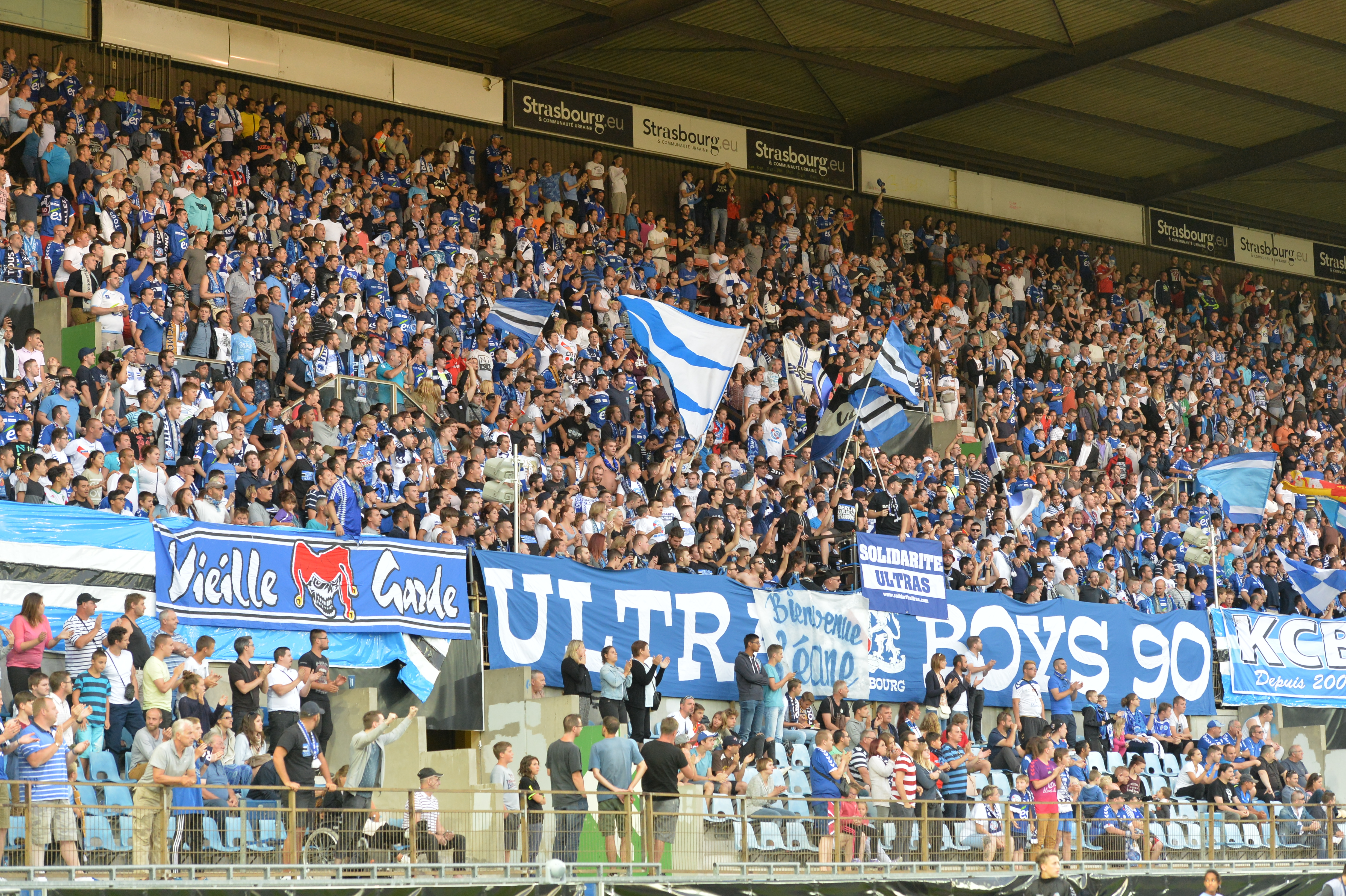
Le kop du RC Strasbourg.

#### Hymnes et devises
Plusieurs hymnes ont existé. L'hymne officiel du club est d'abord celui de Virginie Schaeffer, artiste alsacienne, intitulé Le virage du Krimmeri qui fait explicitement référence au quart de virage Nord-Ouest où le kop a longtemps été situé. En août 2015, la direction choisit un nouvel hymne officiel qui est le titre de Pascal Vecca, Nous ne sommes pas 11 mais des milliers. Cet hymne est directement inspiré d'un tifo des Ultra Boys 90 titrant « Vous n'êtes pas onze, mais des milliers », déployé lors de la rencontre face au PSG II, afin d'encourager le club,. Malgré une diffusion en début de rencontre durant deux ans, il est abandonné saison 2017-2018. Cette devise est inscrite sur la communication du club et affichée dans le tunnel d'entrée des joueurs sur la pelouse du stade de la Meinau,,.
Un des chants les plus célèbres des supporters, basé sur un air existant dans de nombreux stades, est Un seul amour et pour toujours, Racing Club de Strasbourg, et qui est pour bon nombre d'entre eux la devise du club,,,,,. Cette devise est créée par les supporters alors en CFA2, afin de montrer aux joueurs leur présence au stade, malgré la division la plus basse jamais atteinte par le club,.
Une deuxième devise des supporters strasbourgeois est la formule alsacienne d'encouragements Jetzt geht's los (« En avant maintenant » ou « Allez ») reprise par le club sur ses produits dérivés, ainsi que sur les maillots des joueurs. Elle a un fort ancrage local. Les supporters crient cette phrase aux joueurs durant les matchs, afin de les encourager,.

#### Tifos
Les supporters strasbourgeois expriment leur créativité pour le club en déployant des tifos. Un des plus célèbres est celui déployé au Stade de France lors de la finale de la Coupe de la Ligue en 2005, sur lequel était représenté le mot Vaincre.
Lors du derby alsacien face à Colmar, en National 2014-2015, la chaîne de télévision TF1 souligne dans son sujet la présence d'un tifo sur lequel était inscrit « en alsacien, football se dit Racing ».

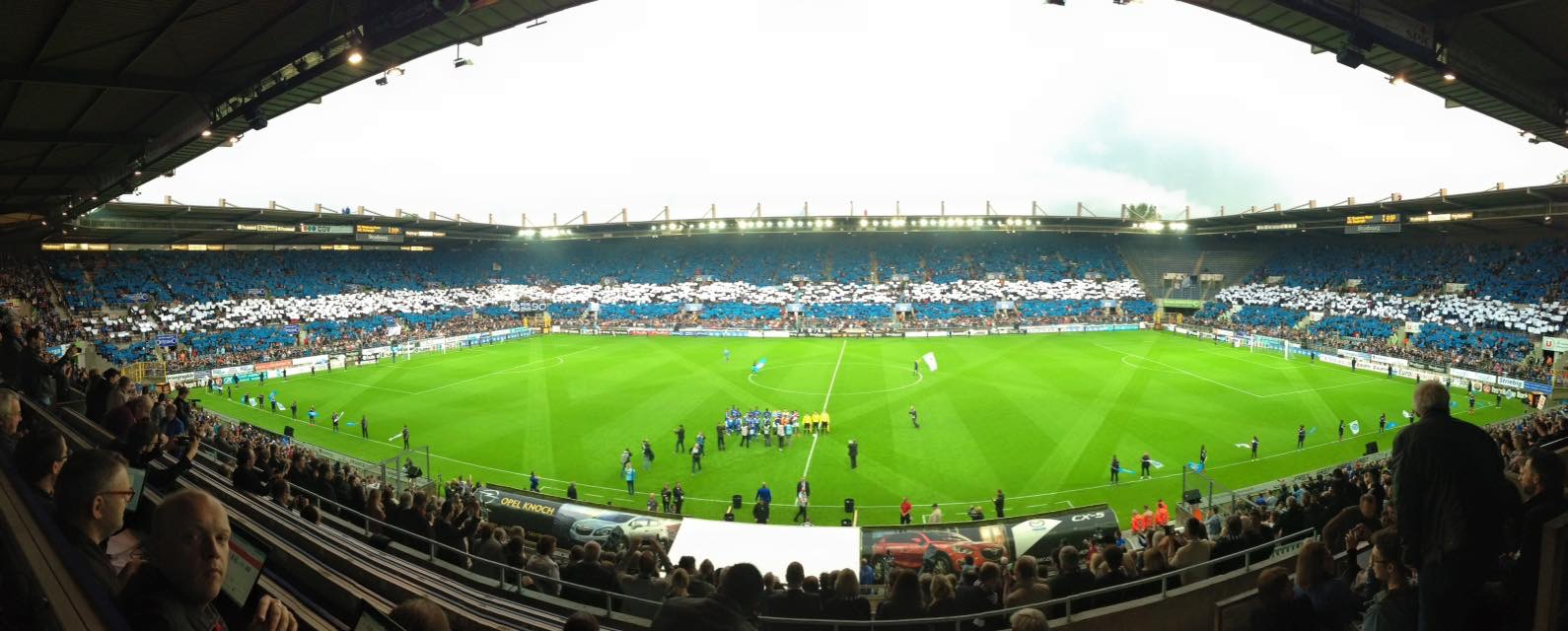
Tifo des UB90 en l'honneur de la promotion en Ligue 2 du RCS en 2016, qui couvre trois tribunes du stade de la Meinau.

Un autre tifo notable est celui qui marque le retour des supporters dans le milieu professionnel, qui a eu lieu lors de la rencontre Strasbourg-Dunkerque le 3 juin 2016. Sa particularité est de couvrir les trois côtés du stade en face de la tribune présidentielle. Le 19 mai 2017, alors que le club joue un match capital pour la montée en Ligue 1, le kop a déployé une banderole qui rappelle directement le tifo du stade de France Vaincre, puisqu'il déploie un voile sur toute la tribune Ouest, accompagné de fumigènes, qui précisait Unis pour vaincre, une de leurs devises.
Lors du match face au Maccabi Haïfa, dans le cadre du second tour qualificatif en Ligue Europa, le kop du Racing adresse un message de soutien à ses joueurs, qui précise « De la CFA à l'Europa, les strasbourgeois sont toujours là ». Ce message est une référence directe au premier match en CFA2 en 2011, où ils précisaient que « De l'UEFA à la CFA, les strasbourgeois sont toujours là », et où une banderole de ce type a été déployée lors du premier match en Ligue 2 post-liquidation judiciaire, en 2016. Ce message trace l'historique du club, puisqu'en cinquième division en 2011 où ils étaient nombreux, ils le sont toujours, et encore plus, en 2019. Lors de ce match, le tifo d'entrée des joueurs précisait « L’Europe sur le terrain, l’Argentine dans les gradins »avec une ambiance de Bombonera où des petits confettis ont été jetés.

#### Culture germanique des tribunes

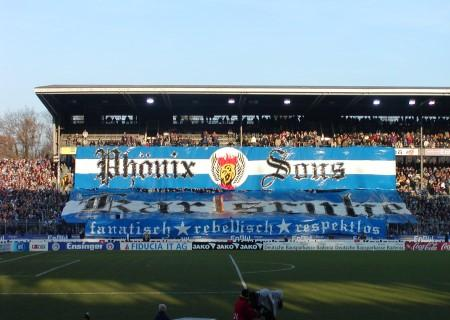
Les Phönix Sons, supporters du Karlsruher SC en Allemagne, club très proche de Strasbourg, dont les supporters alsaciens ont une culture proche également.

En raison de la proximité de l'Allemagne, la culture germanique est fortement imprégnée dans la mentalité des supporters,,.
Le style d'ambiance en tribunes qui s'inspire du modèle allemand est consacré par Marc Keller, président du club depuis 2011. Il s'agit d'un ensemble d'animations, avant, pendant et en cas de victoire après le match. Pour Keller, « un club, ce n'est pas une équipe performante. C'est un stade où l'on se rend comme pour marcher vers une fête ». Le club met en œuvre diverses animations en vue d'augmenter encore l'engouement. Keller ne veut pas se baser sur le modèle français. Au contraire, habitué des matchs en Angleterre ou Allemagne, il veut un modèle similaire au pays voisin. Il souhaite que le club et ses supporters soient « à nouveau l'exception française », que le public soit plus familial, et les avant et après-match festifs,,.
De nombreux supporters d'origine allemande se rendent régulièrement à la Meinau afin de soutenir le Racing, en provenance de Heidelberg ou Tübingen, à plus d’une heure de route de Strasbourg, alors qu'ils ont d'autres clubs locaux tels que Karlsruhe, Fribourg, Stuttgart ou Cologne. En 2018-2019, environ 1 % des abonnés du club sont allemands. Le RCSA utilise les réseaux sociaux pour communiquer en allemand aux supporters d'outre-Rhin. Les allemands se rendent à Strasbourg pour diverses raisons, et notamment l'atmosphère qui y règne, et qui ressemble fortement aux avant et après matchs d'Allemagne.
Marc Keller réitère en 2018 sa prise de position en faveur de l'ambiance allemande et de la relation club-supporters. Il explique que « l’ambiance est un élément de la réussite du club. L’ambiance sonore bien sûr, mais aussi de sécurité, convivialité et de festivité. En passant le kop du virage à l’arrière du but, ce qui était une demande à l’occasion du passage en Ligue 2, le nombre de membres et l’ambiance ont explosé. Il y a beaucoup de concertation. Les supporters seront associés à la réflexion sur le nouveau stade notamment sur la « tribune active debout ». Nous devons la rendre aussi sûre que les petits sièges actuels, grâce à de grandes coursives en quinconce pour éviter les mouvements de foule. » Aussi, il rappelle de ce qu'il a pu connaître en tant que joueur dans les clubs de Bundesliga, notamment dans le développement des stades en termes d’ambiance.
Un autre élément de la culture germanique des supporters est que, lorsqu'un joueur de l'équipe adverse écope d'un carton rouge, les supporters strasbourgeois chantent Auf wiedersehen (« Au revoir ») envers le joueur qui quitte le terrain,,,.
La culture germanique des tribunes passe également par la volonté d'un lien club-supporter étroit. Les supporters sont placés au cœur du projet du club depuis 2012.

#### Relation entre le speaker et les supporters
Une relation particulière est présente entre le public de la Meinau et le speaker du club, Jean-Luc Filser, depuis le début 2000.
Dans le stade, la manière de célébrer les buts et le changement de joueurs est calquée sur certains clubs allemands, en particulier sur le Bayern Munich. Lorsqu'un joueur du Racing marque un but, le speaker, après avoir fait crier au public le nom du buteur, demande au public le score, d'abord pour Strasbourg, puis la ville des adversaires, qui ont, quel que soit le score réel, zéro. La célébration se termine par un Merci crié au public, afin qu'il réponde De rien,,,,.
Avant chaque coup d'envoi, le speaker du club invite tous les supporters, de toutes les tribunes, y compris la tribune présidentielle, à se lever et chanter. Le lancement de cette animation est suivie par le kop qui reprend le chant.

### Déplacements
Les supporters strasbourgeois se font remarquer lors du soutien de leur club dans des stades extérieurs, avec parfois des déplacements importants en terme humain.
Grégory Walter, supporter de longue date du RCS, publie un livre intitulé Neuf fois le tour de la Terre pour mon club qui retrace les déplacements des supporters strasbourgeois à travers la France et l'Europe, depuis les années 2000. Il n'a plus manqué de match à l'extérieur depuis 2003. Ce fait, assez rare en France, est repris par divers médias. Le livre est préfacé par Marc Keller, président du club,,.
Lors de la saison 1992-1993, 250 strasbourgeois prennent le train pour Bordeaux. Le changement de gare en métro à Paris est compliquée, et arrivés au stade, la banderole en allemand leur sert d’accueil. À la fin du match, des supporters bordelais lancent des pavés sur les bus, brisant quelques vitres.

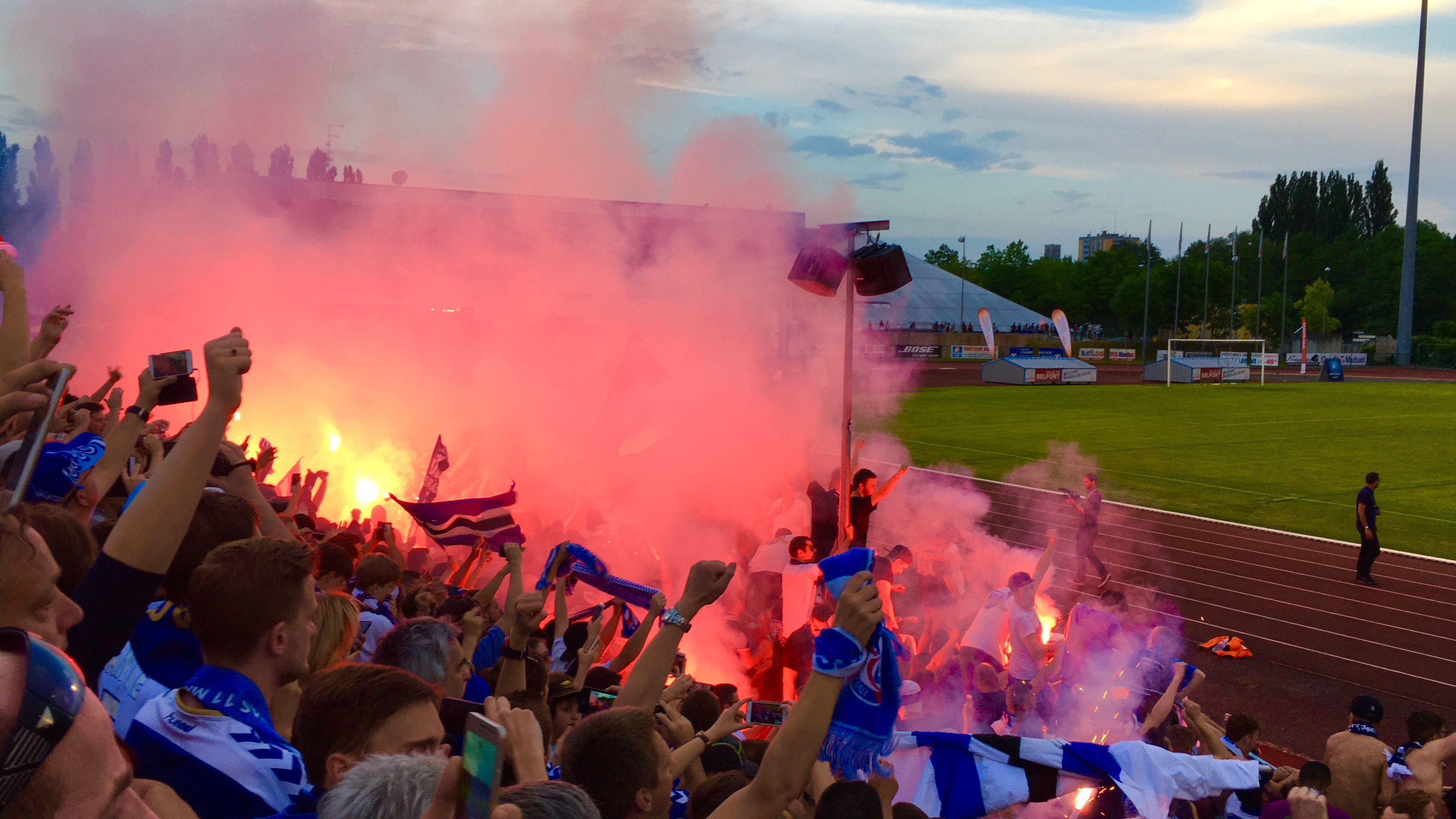
Le déplacement de 2000 supporters strasbourgeois à Belfort, en National, pour le match de la montée en Ligue 2, en 2016.

Un des déplacements célèbre des strasbourgeois est celui au Stade de France, où le tifo avec l'inscription Vaincre, lors de la finale victorieuse en Coupe de la Ligue 2005 est déployé.
Lors de la saison 2011-2012 du Racing, alors en CFA 2, il arrive à plusieurs reprises que les clubs adverses doivent réserver une tribune entière de leur stade aux supporters strasbourgeois, compte tenu de la proximité des déplacements et du nombre de supporters.
Lors de la saison 2012-2013, en CFA, environ 500 supporters se déplacent à Grenoble pour un match à enjeu. Mais lors de cette saison, ce sont environ 3 200 strasbourgeois qui font le déplacement. Le match initialement prévu à Raon-l'Étape doit être délocalisé à Épinal, la sécurité des supporters ne pouvant être assurée compte tenu de l'affluence exceptionnelle. Ce match suscite un fort engouement,, en cas de victoire, le club peut monter en troisième division française, ce qui crée une grande tension en tribunes,.
Alors en National, un déplacement officiel est organisé, le plus important de la saison, de plus de 2 000 supporters en vue d'un match à enjeu pour la promotion en Ligue 2 du club, contre l'ASM Belfort. Ce match provoque la fermeture exceptionnelle d'un lycée, tant l'affluence attendue est grande.
Lors de la saison 2016-2017 en Ligue 2, les médias régionaux et nationaux saluent à plusieurs reprises le déplacement des supporters strasbourgeois : à Sochaux, à Amiens, à Reims puis à Lens,,.
Le fait de réaliser le plus de déplacements possibles entre dans la culture des supporters à compter de 2016 en particulier,.

## Faits marquants

### Records
Plusieurs records de fréquentation sont détenus par les supporters du Racing.
Sur les 15 matchs disputés à la Meinau lors de la saison 2011-2012 de CFA 2, les supporters réalisent à 14 reprises des affluences supérieures au record de 1999. Les supporters battent le précédent record dès le premier match à domicile, face à l'AS Illzach Modenheim. Ils battent leur propre record lors du derby face au SC Schiltigheim avec 10 880 spectateurs présents au stade. Sur les dix matchs qui présentent la plus forte affluence à ce niveau, neuf sont pour le Racing. Le record d'affluence moyenne de 6 410 spectateurs est battu.
En 2012-2013, le Racing bat le record d'affluence pour un match de quatrième niveau avec 13 260 spectateurs contre l'AS Lyon-Duchère puis bat à nouveau son record, avec 20 022 spectateurs qui assistent au derby face au FC Mulhouse. Pour la première fois dans l'histoire du championnat de France amateur, la barre des 20 000 spectateurs en un match est dépassée et meilleure affluence de la journée du 6 avril 2013. Cette affluence constitue un record historique d'affluence pour la quatrième division française de football.
À la saison 2013-2014, lors de la réception des SR Colmar en avril 2014, le Racing établit une nouvelle affluence record du championnat National avec 20 403 spectateurs,.

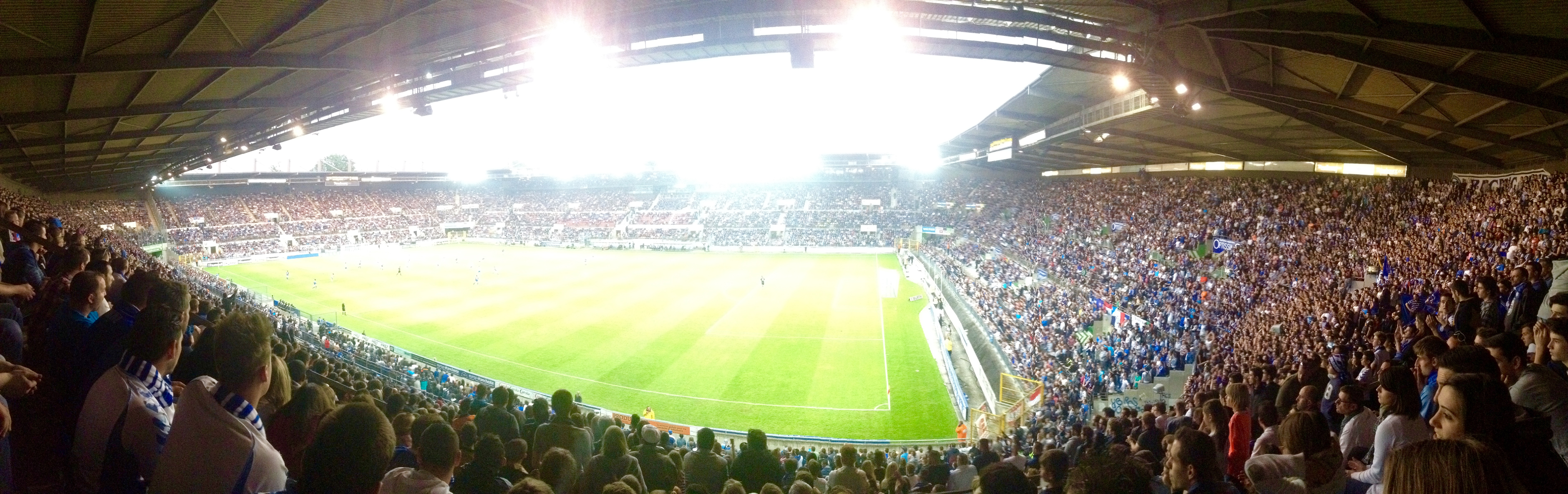
Strasbourg-Colomiers, record historique d'affluence du championnat de National.

Lors de la saison 2014-2015, face aux Sports réunis Colmar en février 2015, le Racing dépasse le record de 2014 qui était de 20 044 spectateurs avec 25 096 spectateurs.
L'équipe manque l'accession en Ligue 2 à un point près, malgré sa victoire lors du dernier match contre l'US Colomiers,, ce qui permet de constituer le record d'affluence de National, puisque 27 820 spectateurs se rendent au stade le 22 mai 2015, match qui se joue à guichets fermés, le quart de virage visiteurs ayant pu être intégralement utilisé par les Strasbourgeois. Lors de la saison 2015-2016, la dernière saison en division amateure, les supporters établissent un nouveau record en National, avec une moyenne de 15 916 spectateurs par match, dont 4 700 abonnés,.
Les supporters strasbourgeois sont 13e toutes divisions confondues. Ils représentent à eux seuls 40 % des entrées totales lors de la saison. Plusieurs matchs au cours de cette saison sont dans les 10 meilleures affluences toutes divisions confondues en France. Durant ces trois saisons passées au plus haut niveau amateur français, ils détiennent les huit plus grandes affluences de cette division.
Le 30 mars 2019, les supporters du Racing établissent le record de la plus grande marche vers un stade en France. Un cortège d'environ huit mille supporters a rallié le centre-ville de Lille au stade Pierre Mauroy lors de la finale de la coupe de la Ligue, gagnée ce jour-là.

### Relations avec le club
Les supporters sont la base du club, ainsi un mécontentement trop importants de ceux-ci peut faire plier la direction lors de divergences. Les tensions sont souvent présentes à Strasbourg jusqu'à la liquidation du club en 2011, où depuis les relations sont saines.

En 1999, alors que le club enchaîne des résultats très irréguliers, les supporters invitent là direction à démissionner à l'aide de banderoles qui disaient « Proisy, Le Roy, quoi que vous fassiez : la solution, démission ». Teddy Bertin, le capitaine de l'équipe, traite des supporters de « sales Boches », et le manager général, Claude Le Roy, de « fachos ».

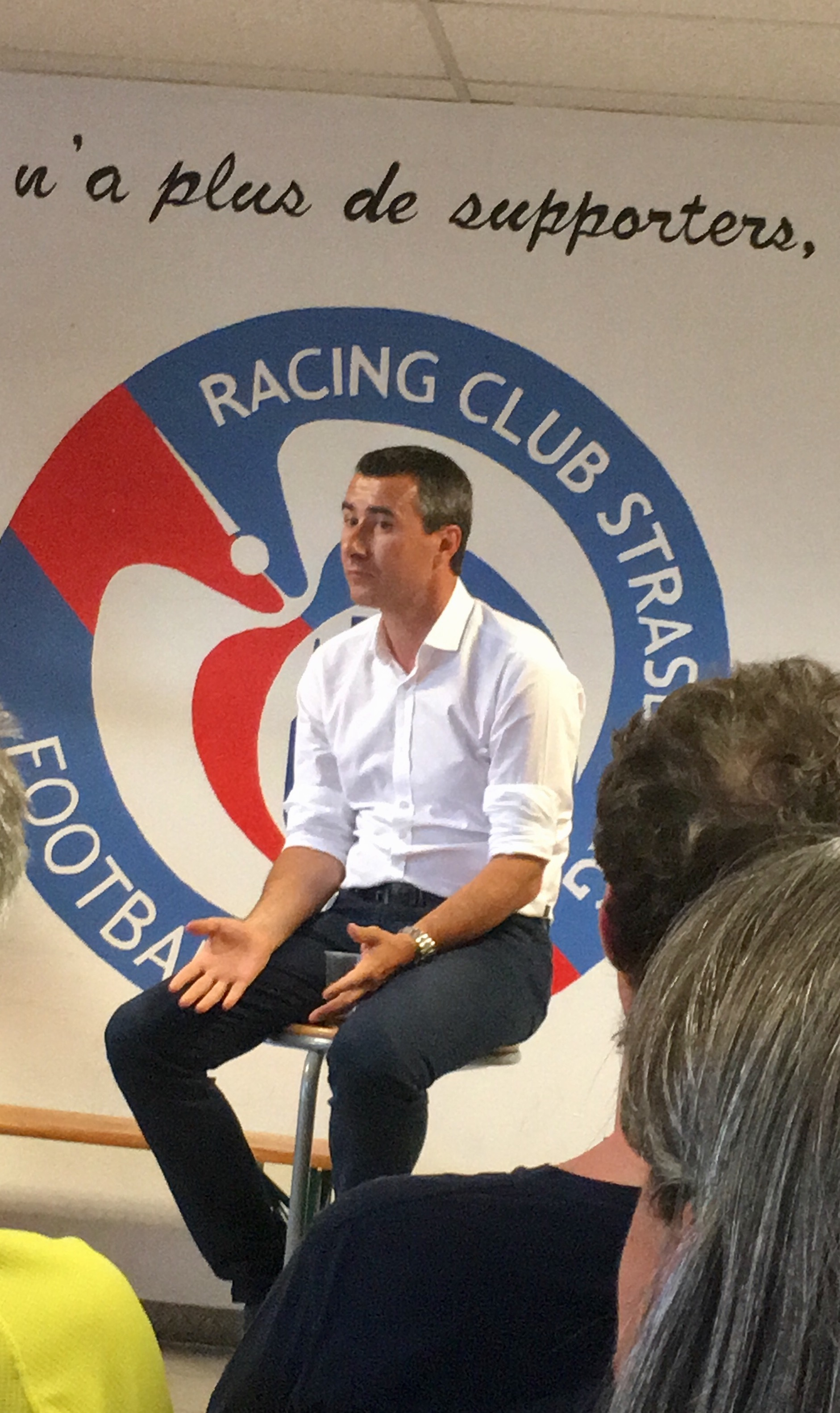
Marc Keller échange régulièrement avec les supporters, depuis sa présidence en 2012, dans le local de la Fédération.

Les supporters du RCS sont en particulier hostiles envers Jafar Hilali de 2010 à 2011, ancien président du club, qui est grandement responsable de la liquidation du club selon les médias et les supporters. Lors de sa présidence, les tribunes de la Meinau devenaient de plus en plus vides, en raison du non dialogue instauré, et de l'hostilité de la direction. Il subit des chants et banderoles en nombre afin qu'il démissionne, qui disent entre autres « ingérence, insolence, incompétence, plus de raison d'y croire. Hilali, casse-toi ». À la suite de cela, Hilali menace de jouer les matchs à huis clos en raison de l'utilisation du mot « casse-toi ». Lors du match suivant, un message ironique est exprimé : « Monsieur Hilali, s'il vous plaît, partez ».
Les Ultra Boys 90 continuent de communiquer, et bien que souhaitant le retour au calme, appellent publiquement joueurs et autorités compétentes « à prendre leurs responsabilités » afin de pousser le président à la démission avec le soutien des médias locaux. Les messages les plus hostiles possibles s'enchaînent : « huis clos en hélico, t'as encore oublié de prendre tes cachets ». La pression a partiellement fonctionné, puisque Hilali ne reste que huit mois en poste avant de démissionner.
En 2012, le club est juridiquement recréé et un nouveau président est alors en poste. Avec le soutien financier de la région Alsace, le club change de logo pour arborer les initiales RCSA en son centre, et a remplacé le mot football du logo par Alsace. Le changement provoque un mécontentement, les supporters continuent d'utiliser les trois lettres RCS en son centre lors des tifos. Afin de satisfaire la région et les supporters, le club réussit à trouver un compromis en gardant la mention Alsace en bas du logo mais en effectuant un retour aux trois lettres originelles du logo,. Les supporters, pas totalement satisfaits, se calment car les lettres sont revenues dans le logo. Ils continent par contre d'appeler le club RCS et non RCSA comme cela est inscrit sur les documents officiels,.
Les associations de supporters entendent garder de bons contacts avec la direction, notamment avec Marc Keller depuis la « renaissance » du club en 2012, qui est qualifié par certains de sauveur. Pour le club, les supporters restent « l'essence même » du club et sait à quel point le public est important et parfois déterminant pour les joueurs,,,. Contrairement aux années 2000, les relations avec la direction sont qualifiées d'« excellentes » par les supporters eux-mêmes. Avant même l'obligation instaurée par la LFP de désigner dans chaque club un référent-supporter, le Racing fonctionnait déjà ainsi, pionnier en la matière des relations club-supporter, basé sur le système allemand. Les décisions se prennent de concert entre direction et supporters. Le dialogue entre le club, les supporters et les autorités publiques permet en 2017 de laisser le Préfet autoriser un déplacement de supporters à Metz, alors qu'il souhaitait l'interdire initialement.
En avril 2018, le journal L'Équipe publie une grande étude sur les supporters français, et conclut qu'il y a « une relation quasi idéale entre les supporters strasbourgeois et leur club », que l’ambiance au stade est survoltée, et que la Ligue 1 peut s'en inspirer,, depuis 2012.

### Pressions sur les instances du football

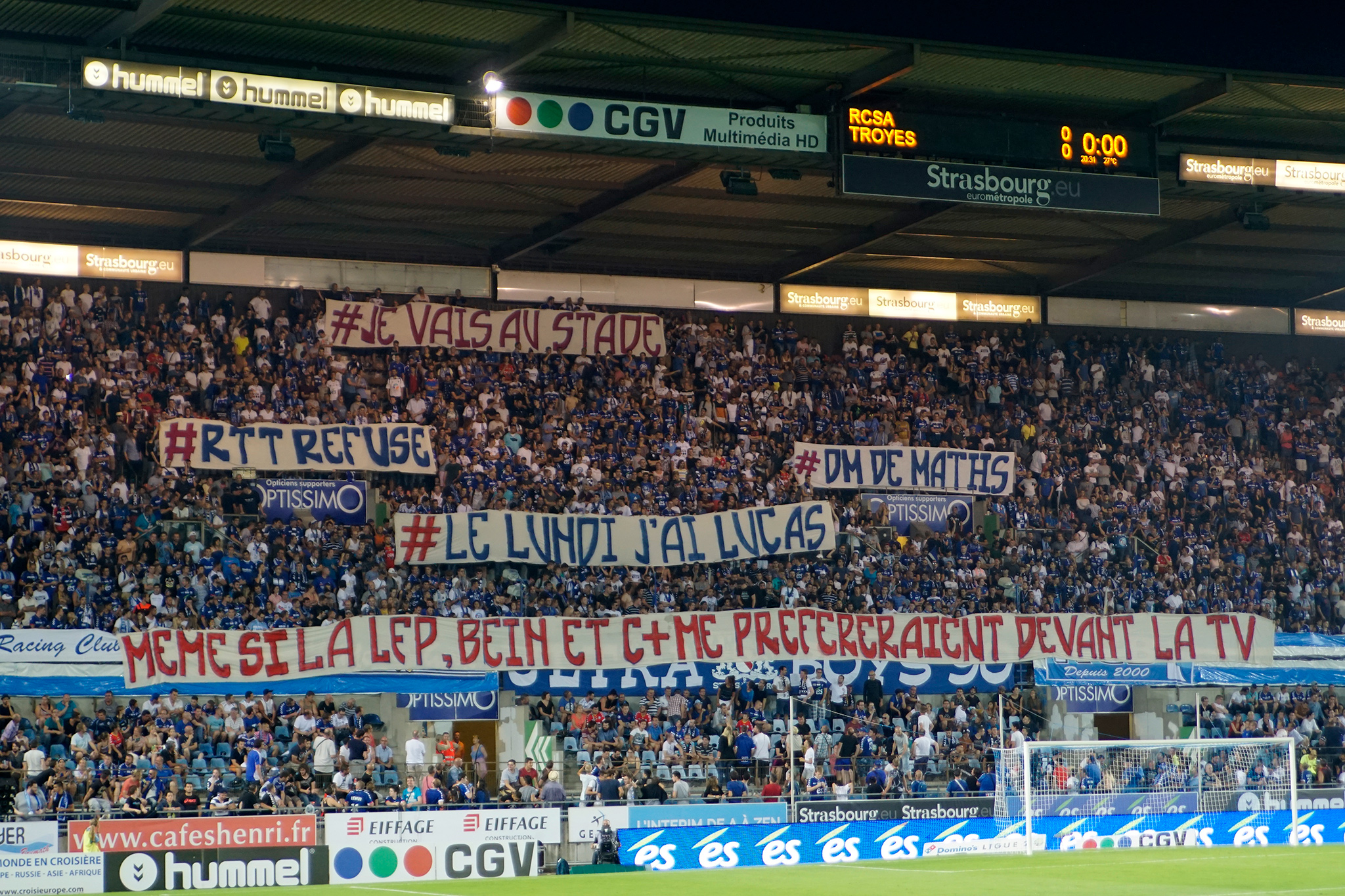
Banderoles de protestation contre la LFP en détournant leur campagne internet #JeVaisAuStade

Au travers des banderoles déployées durant les rencontres, les supporters strasbourgeois, à l'initiative des Ultra Boys 90, adressent des messages à la Ligue de football professionnel, à la Fédération française de football, aux diffuseurs télévisuels ou encore envers toute personne qui, à leurs yeux, tenterait de réduire leurs libertés et la liberté des groupes ultras en France.
Lors de la saison 2012-2013, une banderole des supporters appelle les présidents de la LFP et la FFF à démissionner.
En 2013, un supporter du Racing se voit infliger une amende de 90 000 euros à la suite d'une bagarre avec un stadier en 2011 à Rouen, et subit une interdiction de stade durant deux années jusqu'à son jugement.
En décembre 2014, à l'occasion de la rencontre FCSM-RCS, les supporters déploient un message à l'attention de la chaîne Eurosport, qui détient les droits de la coupe de France, afin de protester contre les horaires jugés trop tôt dans la journée. Ils brandissent « Eurosport eculé ». La problématique des horaires revient en septembre 2016 pour la réception de l'ESTAC, où diverses banderoles protestent contre les rencontres décalées le lundi soir,.
Lors de la rencontre Strasbourg-Béziers en janvier 2016, il est déployé le message suivant : « Libertés bafouées, supporters fichés, occupez-vous des terroristes : pas des supporters » est déployée, pour protester contre la loi de Guillaume Larrivé visant à lutter contre le hooliganisme.
Fin 2016, lors de la rencontre Strasbourg-Lens, les supporters des deux clubs célèbrent le centenaire de leur club en allumant des fumigènes durant la rencontre, et chantent avec les lensois en fin de match. La sanction de la LFP est une amende de 25 000 euros. Contre le GFC Ajaccio, ils déploient alors la banderole « RCS-RCL belle après-midi de foot populaire. Facture 25000€, LFP : vous tuez le foot » en référence à la campagne internet de la Ligue de football professionnel visant à promouvoir le football et lutter contre la violence intitulée #Netuezpaslefoot. En novembre suivant, à l'occasion de la rencontre Strasbourg-Laval, les supporters déploient une banderole à l'encontre de Waldemar Kita, président du FC Nantes, qui a interdit un groupe d'ultras du stade de la Beaujoire. Les supporters lui adressent un message disant « Kita, la passion ne s'interdit pas, soutien à la BL (Brigade Loire) ».
En avril 2017, les trois principales associations de supporters du club s'unissent, et indiquent via un communiqué à la LFP qu'ils souhaitaient le report de la rencontre Lens-Strasbourg, qui a été fixée un lundi soir à 20 h 45. Elles dénoncent une « indécence » de programmer un tel match à cet horaire. Lors de cette rencontre (non reportée), les supporters strasbourgeois déploient une banderole commune avec celle des supporters lensois, qui vise la Ligue ainsi que la Division nationale de lutte contre le hooliganisme, qui dit « Toujours aussi incompétents / DNLH, LFP : changement de dirigeants ». Ils appellent à des changements dans les instances dirigeantes du football français.
En fin d'année 2017, les Ultra Boys 90 s'associent à trente autres associations de supporters via l'Association nationale des supporters, et publient un communiqué de presse visant à dénoncer diverses répressions jugées abusives par les associations, qui estiment leurs droits bafoués, et invitent les instances du football à dialoguer, afin notamment de résoudre des questions liées aux déplacements de supporters et l'usage d'engins pyrotechniques.
Ce qu'ils réitèrent le 15 octobre 2018, pour soutenir un mouvement national de l'Association Nationale des supporters, afin d'afficher leur solidarité et de lutter contre les décisions collectives qui sont liberticides prises par les préfets. Bien que soulignant la situation privilégiée à Strasbourg et félicitant même la direction pour son implication, ils observent vingt minutes de silence durant la seconde mi-temps de la rencontre Strasbourg-Monaco,.
Le 3 février 2018, alors que les supporters du FCG Bordeaux ont été sanctionnés d'une interdiction de déplacement à Strasbourg par la LFP, les Ultra Boys 90 ont décidé d'exprimer leur solidarité avec les supporters adverses, alors même qu'il existe une rivalité entre ces deux groupes de supporters, en restant silencieux les cinq premières minutes du match, afin de montrer aux instances à quoi ressemblerait un match sans groupes d'ultras. Ils ont par la même occasion déployé une banderole intitulée Supporters pas criminels. Lors de cette même rencontre, il se trouve que plusieurs bordelais ont enfreint cette interdiction, avec l'aide de supporters strasbourgeois, et ont été évacués du stade de la Meinau par des CRS. Les ultras strasbourgeois ont alors entonné pour la deuxième fois un chant de soutien envers leurs adversaires, Liberté pour les ultras, en guise de protestation. Cet événement est le déclencheur, après une semaine de tension entre la Ligue et plusieurs associations de supporters en France, de débats et d'alertes nationales lancées par des joueurs tels que Benoît Costil, des entraineurs tels que Frédéric Hantz et des journalistes tels que Pierre Ménès qui prennent position en faveur des supporters et réclament du dialogue et non de la répression.

### Incidents et sanctions
Divers incidents se produisent durant des rencontres ou en marge de celles-ci. Ces incidents donnent lieu à des sanctions officielles, de la part des instances, mais également des sanctions de la part du club.

Lors de la rencontre Strasbourg-Metz de la 22e journée de Division 1, interrompue le 21 décembre 2000 après le jet d'un pétard qui avait blessé l'arbitre-assistante Nelly Viennot, la commission de discipline de la Ligue nationale de football a établi que le match sera rejoué à huis clos au stade de la Meinau.

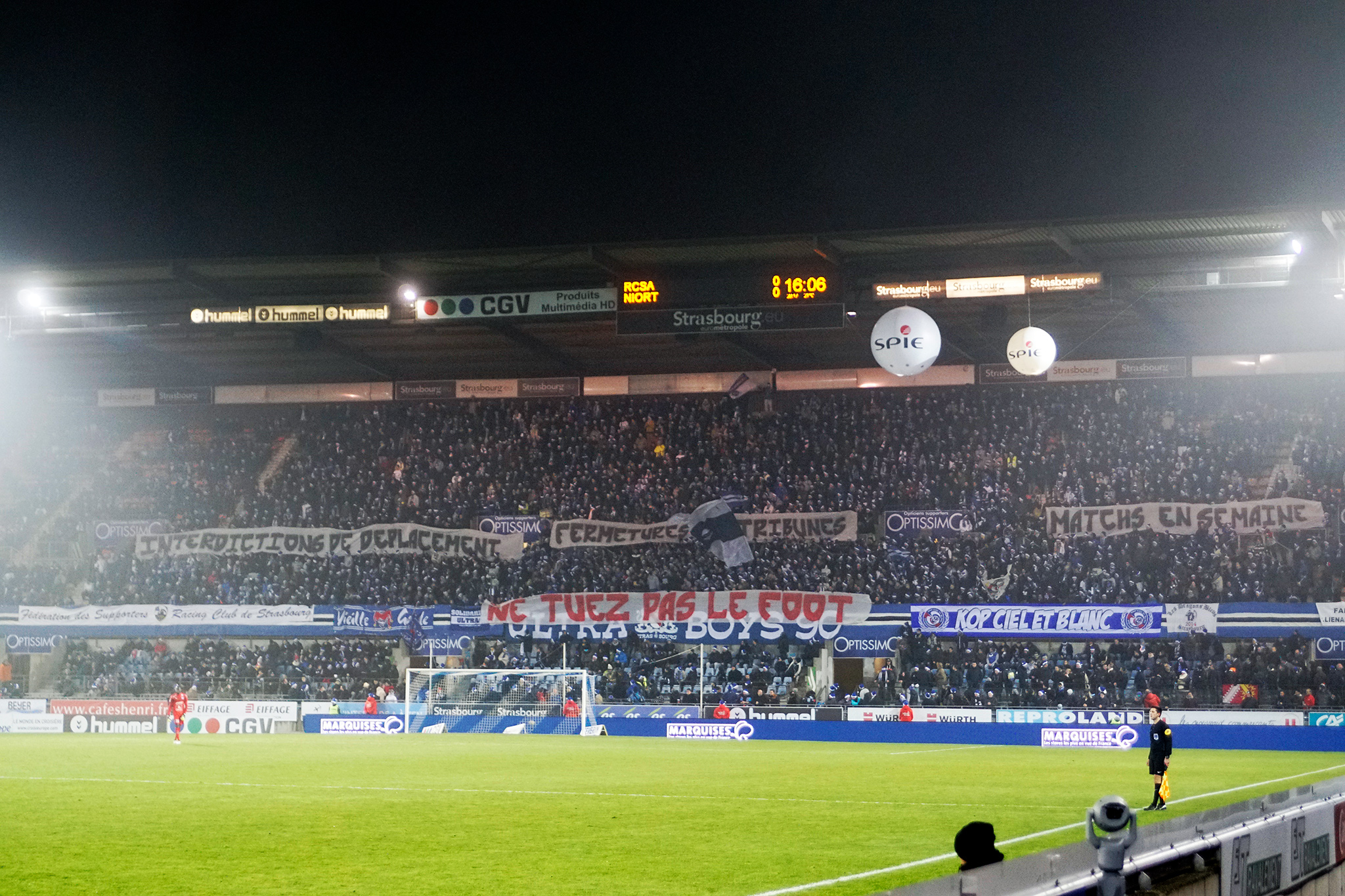
Banderoles de protestation contre la LFP en détournant une autre campagne internet Ne tuez pas le foot

Le 3 octobre 2001, le tribunal correctionnel de Colmar a reconnu deux hommes de 24 ans coupables d'injures racistes envers Habib Beye, Pegguy Luyindula et Mamadou Bagayoko, à l'occasion du match de Championnat de France Strasbourg-Monaco le 12 août 2000 et les a condamné à une peine de deux mois de prison avec sursis.
Une amende de 2 000 euros a été infligée au club pendant la saison 2012-2013 puisque les supporters ont appelé à la démission du président de la FFF. La saison suivante, la Commission de discipline de la FFF a infligé une autre amende de 2 000 euros ainsi qu'un huis clos partiel au club.
En septembre 2015, deux individus ont déployé une banderole sur laquelle était inscrit Migrants Raus (« Migrants dehors ») à l'occasion du derby Strasbourg-Colmar. Le club a écopé d'une amende, malgré une plainte nominative déposée. Par ailleurs, les associations de supporters n'ont pas reconnu ces actes et les deux individus ayant été appréhendés en quelques minutes ne faisaient partie d'aucun club de supporters.
En janvier 2016, la banderole « libertés bafouées, supporters fichés, occupez-vous des terroristes : pas des supporters » a été déployée, ce qui a valu au club une amende de 2 000 euros infligée par la Commission de discipline de la FFF. Fin 2016, l'utilisation d'engins pyrotechniques pour l'anniversaire des 110 ans du club a valu une amende infligée par la Ligue de football professionnel de 25 000 euros.
Lors du dernier match de la saison 2016-2017, qui a vu le club retrouver la Ligue 1, la commission de discipline de la LFP a rendu son verdict et infligé au Racing Club de Strasbourg une amende de 45 000 euros assortie d’une fermeture pour 2 matchs avec sursis de la tribune ouest du stade de la Meinau,.
Le préfet de la Loire a pris le 21 novembre 2017, deux jours avant la rencontre opposant l'AS Saint-Étienne à Strasbourg, un arrêté portant sur l'interdiction collective et individuelle de déplacement des supporters strasbourgeois, exception faite de bus strictement encadrés dans la limite de 700 places. Lors de la même saison, le préfet de Moselle interdit le déplacement des supporters face au FC Metz à l'occasion du derby, exception faite de dix bus strictement encadrés, pour la rencontre programmée le 20 décembre 2017. Le préfet de Loire-Atlantique prononce à l'encontre des supporters strasbourgeois, le 17 mai 2018, un encadrement de déplacement pour la dernière journée de championnat, à Nantes, qui provoque des incompréhensions notamment de l'Association nationale des supporters, qui dépose le même jour un référé-liberté au tribunal administratif de Nantes.
Le 28 novembre 2017, une supportrice est décédée d'un arrêt cardiaque pendant la rencontre Strasbourg-Caen. Les sapeurs-pompiers sont intervenus dans la tribune pour essayer de réanimer la victime.
Le 1er août 2019, alors que le Racing joue son premier match européen depuis treize années, à Haïfa, des supporters qui ont fait le déplacement se font agresser avec des barres de fer par des israéliens, et sont transportés à l'hôpital.

### Célébrations de joueurs

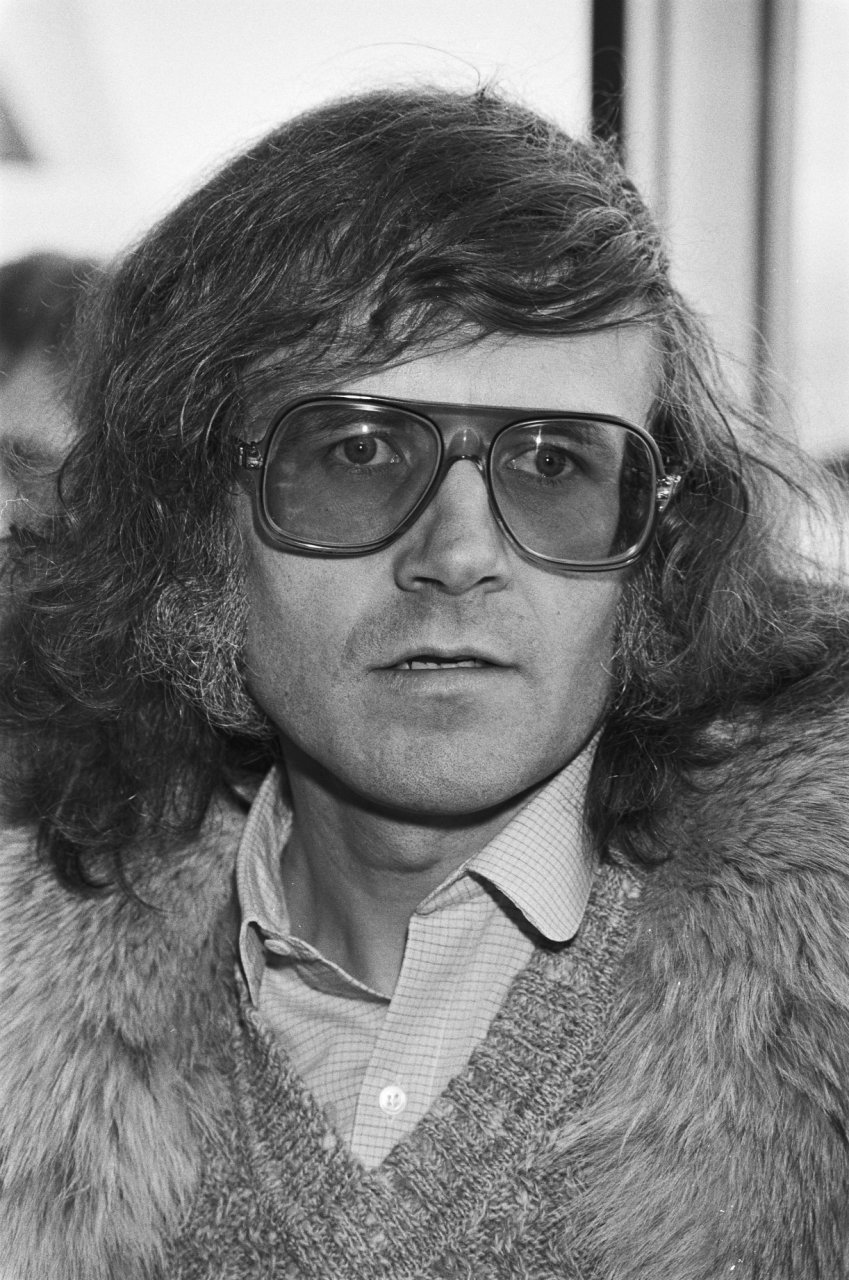
Gilbert Gress, lAnge de la Meinau.

Peu de joueurs dans l’histoire du club ont su se procurer les louages du public et ont su faire l’unanimité.
Gilbert Gress, joueur lors du titre de champion de France en 1979, se dote alors du surnom d’ange de la Meinau en raison de sa chevelure particulière et de ses prouesses sur le terrain. Il est alors un joueur favori des supporters,,. Le 23 septembre 1980, durant tout le match des slogans hostiles au président sont lancés et la défaite 2-1 provoque des émeutes, Gilbert Gress est porté par la foule,.
Dans les années 2010, un joueur qui crée de l'engouement autour de lui est David Ledy, qui devient le chouchou de la Meinau lors de son passage au club jusqu'en CFA,.
Depuis 2015, un fan club en l'honneur de Dimitri Liénard déploie des banderoles pour lui,. Joueur présent de 2015 à 2018, il participe aux deux remontées successives du club, et marque le but du maintien en Ligue 1 le 12 mai 2018. Il reçoit de nombreux témoignages d'affection. Il prend à plusieurs reprises le mégaphone des capos ou bien le micro du speaker du stade de la Meinau lors de son parcours au club, notamment à l'extérieur, au stade Bollaert à Lens, alors que le club évolue en Ligue 2 et vient d'obtenir un match nul incroyable (qui permettra par la suite de monter en Ligue 1). Le 12 mai 2018, il lance des chants au mur bleu de la Meinau, en raison d'un but d'anthologie qui permet au Racing de rester dans l'élite pour la saison 2018-2019.
En 2016, Jacky Duguépéroux reçoit les honneurs des supporters du Racing. Alors entraîneur, il permet au club de monter en Ligue 2, et reçoit un hommage important du public, qui passe par des chants de remerciement et des banderoles. D’autres joueurs sont acclamés, mais peu d’autres reçoivent des hommages individuels jusqu’en 2017, où Stéphane Bahoken reçoit un chant spécifique en son honneur sur l’air de Je t’aime à l’italienne de Frédéric François,.
Pour sa contribution au club de National à la Ligue 1, Jérémy Blayac, qui a accepté un effort financier, devient aussi un chouchou du public durant son passage au Racing et revient le 3 novembre donner un coup d'envoi au stade, en raison de son attachement au club.

## Amitiés et rivalités
Les supporters du RCS ont plusieurs rivaux, notamment les clubs de l'Est de la France avec qui ils se disputent le titre honorifique de « plus grand club de l'Est [de la France] ». Mais ils ont également des amitiés avec certains clubs français et étrangers.

### Rivalités

Clubs rivaux du RCSA.

#### Avec le FC Metz
La rivalité entre FC Metz et RC Strasbourg, également connue sous le nom de derby de l'Est, se réfère à l'antagonisme entre les deux clubs de football principaux des villes de Metz, le Football Club de Metz et de Strasbourg. Les deux clubs sont respectivement basés dans les anciens chefs-lieux de la région Lorraine et de la région Alsace, deux villes voisines distantes de 130 km et qui partagent une histoire commune au sein de l'Alsace-Lorraine au cours des XIXe et XXe siècles. La rivalité entre les deux équipes est renforcée par leur parcours sportif.
La plus grosse affluence au stade de la Meinau pour un derby contre Metz date de 1995. Près de 36 229 spectateurs s'étaient déplacés pour assister à un match de coupe de France. En 2008-2009, le derby constitue la meilleure affluence du RC Strasbourg.
En 1995, un supporter alsacien meurt accidentellement alors qu'il se rendait à la finale de la coupe de France jouée au Parc des Princes entre Strasbourg et le Paris SG. À la suite de cet incident, les Messins affichent une banderole particulièrement déplacée, qui transforme la rivalité en véritable haine entre les deux clubs.
Le 13 décembre 2004, les deux clubs déposent plusieurs plaintes à la suite d'incidents. En 2006, la LFP porte plainte. En 2007, des supporters messins mécontents lancent des projectiles et tentent d'envahir la tribune des visiteurs. Les CRS sont obligés d'intervenir et le match est arrêté à deux reprises durant six minutes. Quelques jours plus tard, le dossier est mis en instruction.
Lors du derby en 2018, plus de 1 500 supporters se rendent au dernier entraînement, afin d'encourager les joueurs. Une haie d'honneur, des chants, des fumigènes animent l'entraînement. La rencontre du lendemain se joue à guichets fermés le 1er avril 2018. Un tifo représentant une scène du jeu vidéo Mortal Kombat où un strasbourgeois se bat contre un messin est déployé,.

#### Avec le FC Mulhouse
Le FC Mulhouse est le seul club alsacien qui ait évolué en Division 1 alors que le Racing Club de Strasbourg était en Division 2 : en 1932 et en 1989. Lors de la saison 2012-2013, Mulhouse retrouve en CFA le promu strasbourgeois. Le dernier match officiel entre le FCM et le RCS datait alors du 19 janvier 1992 (victoire 2-1 du FCM). Le match aller se déroule le 10 novembre 2012 au Stade de l'Ill et, bien que dominés dans le jeu, les strasbourgeois parviennent à arracher le match nul 1-1 dans les dernières minutes du match. Quelques échauffourées dans le stade, sans gravité, sont à mentionner. Lors du match retour le 6 avril 2013, le stade de la Meinau accueille 20 044 spectateurs pour assister à l'historique derby alsacien. Le match, plutôt insipide, se termine sur le score nul et vierge de 0-0, mais en tribunes, quelques banderoles taquines sont déployées par les supporteurs des deux camps et on assistera à quelques provocations sans conséquences en fin de match. Par exemple, les supporters strasbourgeois ont déployé des banderoles envers les Mulhousiens, qui disaient « T'as pas de public, tu veux des subventions ? Non mais allô quoi ! », ou encore « 14 ans de CFA, 120 ans d'anonymat ».

#### Autres rivalités
Les supporters du RC Strasbourg Alsace ont des rivalités avec d'autres clubs de football, notamment dans l'Est de la France, tel que le FC Sochaux Montbéliard. Lors de la Ligue 2 2016-2017, environ 2000 Strasbourgeois ont fait le déplacement.
Une rivalité est née avec les SR Colmar lors de la saison 2010-2011, où les clubs se rencontrent en National. Il s'agit de la première fois depuis 1992 que le RCS croise un club également issu de la région Alsace en championnat, ce qui explique l'engouement autour de la rencontre.
Lors de la saison 2014-2015, de grosses tensions entre les deux clubs entourent l'organisation de la rencontre au Stadium, en raison du nombre de supporters strasbourgeois qui souhaitent s'y rendre. À la saison 2015-2016, en National, 1 300 supporters strasbourgeois se déplacement à Colmar pour le derby, ce qui en fait un déplacement exceptionnel en terme humain, pour un match du troisième échelon, alors que l'affluence moyenne à Colmar est de 1 794 spectateurs par match.
Les matchs contre Colmar à la Meinau battent consécutivement les records d'affluence de National. Ce match fait l'objet d'un grand format dans l'émission Téléfoot, ce qui est un fait exceptionnel, le magazine ne s'intéressant pas habituellement à la troisième division. Frank Leboeuf compare l'atmosphère de ce match à un match de coupe d'Europe.
Le derby entre RC Strasbourg et SC Schiltigheim, bien que joué une seule saison en championnat, est particulièrement médiatisé. Les instituts de presse, ainsi que la Ligue d'Alsace, qualifient ce match de Cussico, néologisme créé par le site Racingstub formé de classico et de CUS, pour Communauté Urbaine de Strasbourg. On parle aussi de derby de la CUS ou de derby du Bas-Rhin.
Comme pour les matchs face à Colmar, ce derby est considéré comme une « fête du football alsacien ». De plus, de nombreux joueurs du RC Strasbourg sont aussi passé par le SC Schiltigheim et inversement, ce qui multiplie la motivation des équipes.

### Amitiés

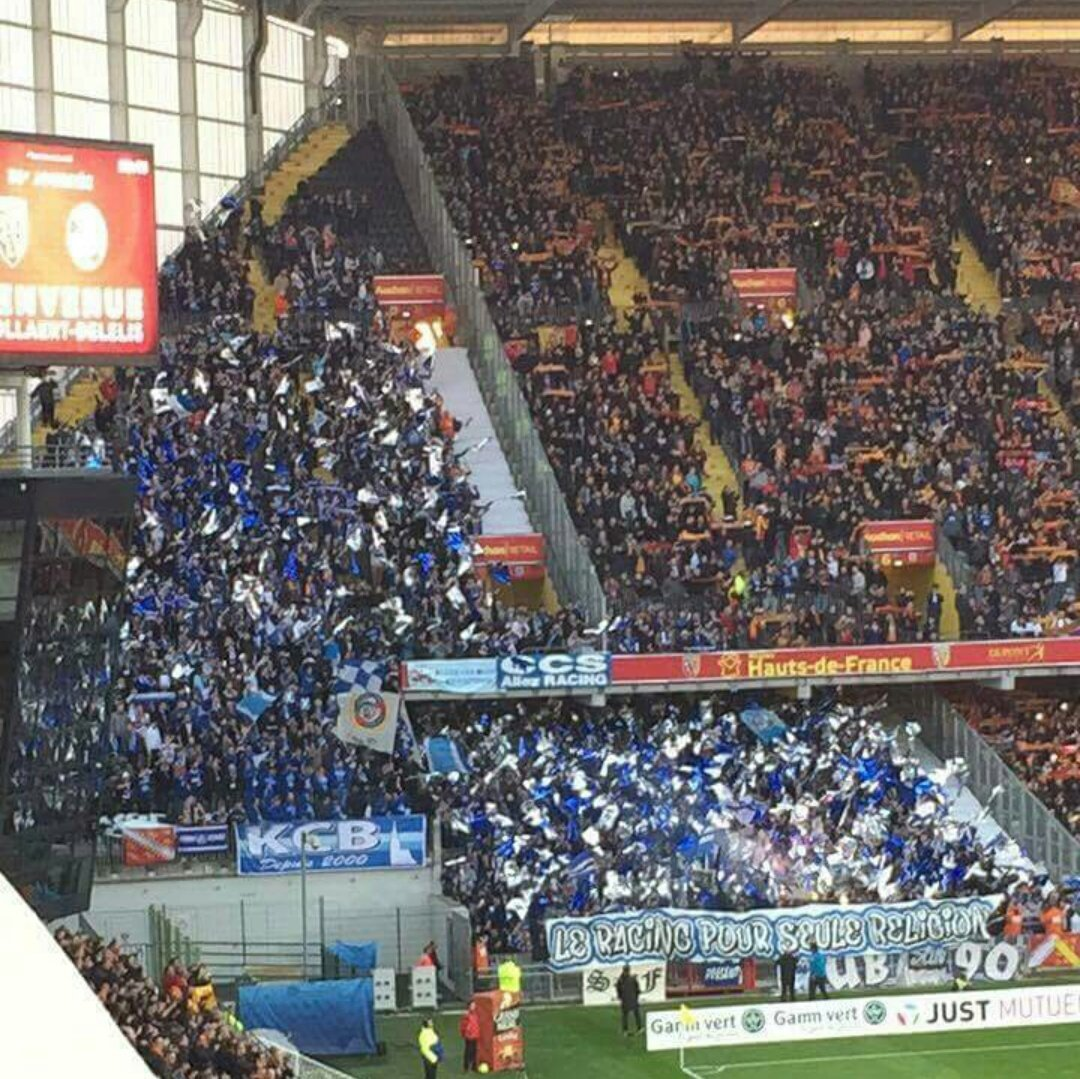
Parcage visiteurs strasbourgeois au stade Bollaert lors de la rencontre RC Lens-RC Strasbourg le 8 mai 2017.

Les supporters strasbourgeois ont une amitié avec ceux du Karlsruher SC ainsi que du Hertha Berlin SC,. Il arrive fréquemment que des supporters du KSC se rendent au stade de la Meinau.
Les Ultra Boys 90 sont jumelés aux supporters des Phönix Sons,, groupe qui soutient l'équipe de Karlsruhe, et est aussi lié aux groupes allemand et italien des Harlekins de Berlin et des Rangers de Pise
À la fin des années 1970, certains supporters du Racing décident d'aller faire un tour en Allemagne et choisissent comme destination Karlsruhe du fait de sa proximité. Conquis par l'atmosphère particulière du football allemand, ils reviennent de plus en plus souvent et de plus en plus nombreux. Les supporters strasbourgeois sont bien accueillis au Wildparkstadion pendant les décennies qui suivent,. L'amitié existe du fait de la proximité avec Karlsruhe, qui arborent également les mêmes couleurs (bleu et blanc) que celles du RC Strasbourg. Karlsruhe entretient une amitié avec le Herta Berlin, et de ce fait, ceux de Strasbourg ont suivi.
En 1993 se créent les Blues Pirates, un fan club à la raison d'être inédite. Ils entendent supporter leurs favoris à travers la France et l'Allemagne. Ce groupe de supporters du RCS et du KSC matérialise les liens forts qui unissent les passionnés des deux clubs,. Les BP93 n'apparaissent plus que rarement à la Meinau ou au Wildparkstadion. Ils mettent fin à leurs activités après un ultime déplacement à Sochaux en 2003.

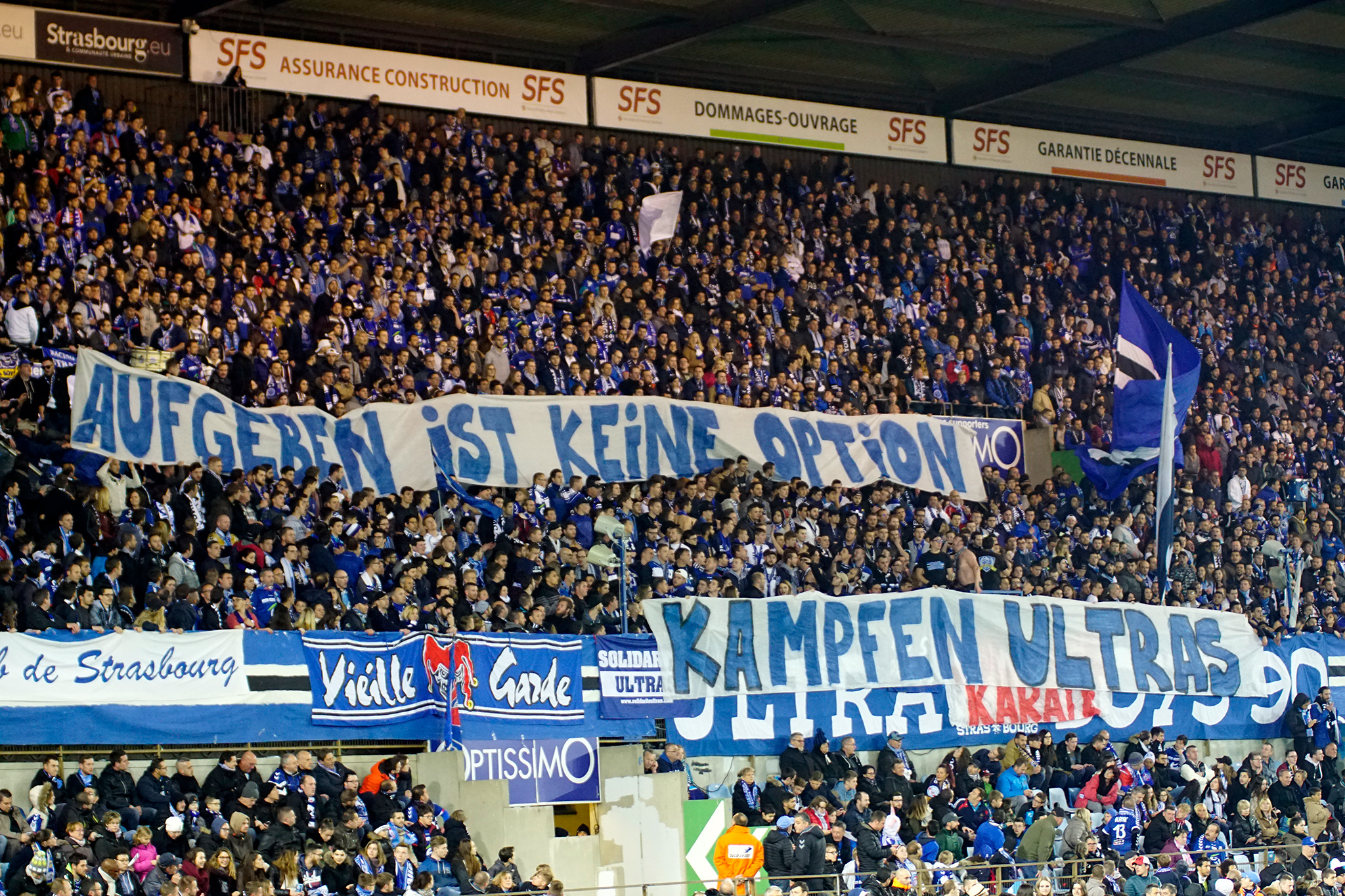
Banderole de soutien des supporters strasbourgeois à l'attention de leurs amis de Karlsruhe.

À la fin de la saison 2016-2017, le Karlsruher SC est relégué en troisième division. Les supporters strasbourgeois leur adressent une banderole à l'occasion de la rencontre Strasbourg-Ajaccio, disant Aufgeben ist keine option, kampfen Ultras (« Abandonner n'est pas une option, battez-vous Ultras »). C'est pendant cette même fin de saison que les supporters du Herta Berlin déploient une banderole rédigée en français pour fêter la promotion du Racing :
« Retour au sommet, félicitations RCS ». Les ultras de Berlin saluent également la victoire du RCSA en coupe de la Ligue en 2019.
Bien qu'il ne s'agisse pas d'une amitié revendiquée officiellement entre les associations de supporters, les strasbourgeois ont un respect particulier pour les supporters du Racing Club de Lens. De par la ferveur et mentalité commune qui entoure ces deux clubs, les supporters se respectent mutuellement. Les supporters lensois ayant été nombreux à la Meinau au match aller, les strasbourgeois, pour le match retour, ont pu chanter avec les supporters lensois avant la rencontre, et ont surpris les médias par leur fraternité lors de la saison 2016-2017,.

## Développement médiatique
Plusieurs médias sont entièrement ou partiellement dédiés au club, pour discuter ou partager des informations en relation avec le club et leurs supporters.
Le site internet Racingstub.com comporte des articles d'actualité et des informations historiques au sujet du Racing Club de Strasbourg. Il met aussi en relation des supporters du club via un stammtisch sous forme de messagerie instantanée publique, et propose des concours de pronostics. Mi-2015, le site compte environ 8 000 utilisateurs.
Lancée le 10 janvier 2010, l'émission radio Planète Racing est diffusée chaque mardi de 21 h à 22 h sur 91.9 FM à Strasbourg. L'équipe de Planète Racing reçoit chaque semaine un invité en lien avec le Racing Club de Strasbourg Alsace. Après la venue de Jacky Duguépéroux le 7 juin 2016, ce sont 250 invités qui sont déplacés dans le studio de radio RBS. Le 7 juin 2016 marque la 200e de l'émission.
En 2020, une émission entièrement en ligne et développée sur le réseau social Twitter est créée par des supporters.  La Cave de Papy  propose des débats, analyses et des après-matchs du Racing. » D’abord diffusée sur Périscope, elle est ensuite diffusée sur la plateforme YouTube depuis juillet 2020